# Atari 400
| Atari 400 |
| Atari 400 |
| Hersteller |
| Logo Atari, Inc. |
| Hauptentwickler |
| Jay Miner (Leitung, Hardware), Joe Decuir (ANTIC), George McLeod (CTIA), Doug Neubauer (POKEY), Scott Shiffman (Hardware), Alan Miller und Howard Bornstein (Betriebssystem), Kevin McKinsey und Hugh Lee (Gehäuse), Shepardson Microsystems, Inc. (Atari BASIC) |
| Verkaufsstart und Neupreis |
| November 1979 für 549,99 US-Dollar August 1981 für 345 £ August 1981 für 1495 DM Herbst 1981 für 985.000 ₤ |
| Einstellung der Produktion |
| August 1983 |
| Hauptprozessor |
| MOS 6502 @ 1,79 MHz (NTSC) MOS 6502 @ 1,77 MHz (PAL) |
| Arbeitsspeicher ab Werk |
| 8 KB DRAM (ab November 1979) 16 KB DRAM (optional ab Anfang 1981) |
| Grafikausgabe |
| Diverse Text- und Grafikmodi 8 monochrome Sprites („Player“ und „Missiles“) Farbauswahl aus einer Palette von 128 Farben (CTIA) bzw. 256 Farben (GTIA) |
| Tonausgabe |
| 4 Tongeneratoren (Ausgabe via TV), eingebauter Lautsprecher für Tastaturklick und Systembeep |
| Lieferumfang (Westdeutschland, 1981) |
| Computer, Netzteil, Anleitung, zwei Styroporschalen, Verpackung |

Der Atari 400 ist ein Heimcomputer des US-amerikanischen Herstellers Atari, Inc. Er basiert auf dem Mikroprozessor MOS 6502.
Der Computer wurde ab Ende 1979 zunächst nur in Nordamerika und dort als preiswertes Einsteigergerät zum Spielen und Lernen angeboten. Durch Kooperationen im Bildungssektor, die Veröffentlichung des Spiels Star Raiders und durch den Ausbau seines Händlernetzes gelang es Atari, die Bekanntheit des Computers stetig zu steigern. Ab Mitte 1981 war das Gerät dann auch in Europa erhältlich. Den Vertrieb in der Bundesrepublik Deutschland übernahm die Atari-Niederlassung in Hamburg.
Atari stieg mit seinen beiden Modellen Atari 400 und Atari 800, einem kompatiblen Gerät für den Anwenderbereich, bis Ende 1982 zum weltweiten Marktführer im Heimcomputerbereich auf, verlor dann aber binnen kurzer Zeit wieder viele Marktanteile an andere Hersteller. Etwa zeitgleich mit Ankündigung des Nachfolgemodells Atari 600XL wurde die Produktion des Atari 400 Mitte 1983 eingestellt. 
Schon kurz nach seiner Markteinführung galt der Atari 400 als wegweisend in der Heimcomputergeschichte: Er habe durch seine auf Benutzerfreundlichkeit ausgelegte Konstruktion und die robuste Verarbeitung auch völlig unerfahrenen Benutzern einen leichten Einstieg in die bis dahin eher Spezialisten vorbehaltene Computertechnik eröffnet.

## Geschichte

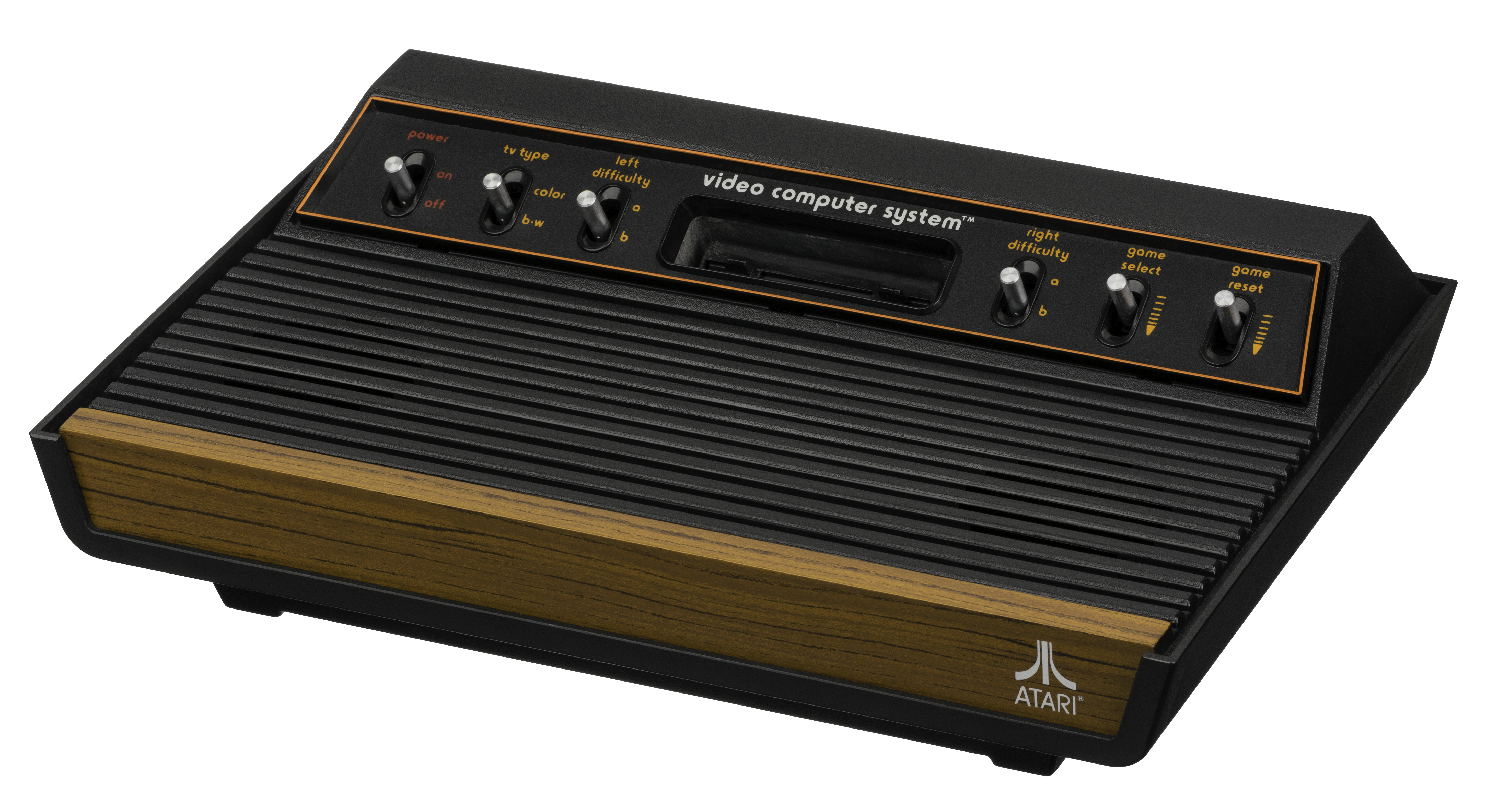
Ataris erfolgreiche Spielekonsole Video Computer System (VCS), später in Atari 2600 umbenannt, mit TIA-Spezialbaustein

Noch während der letzten Entwicklungsphase für die Videospielekonsole Atari VCS begann Atari Anfang 1977 mit den Planungsarbeiten für ein Nachfolgemodell. Die Bemühungen der Ingenieure konzentrierten sich dabei hauptsächlich auf die Erweiterung des Television Interface Adaptor (TIA), eines im Atari VCS verbauten hochintegrierten Grafikschaltkreises. Die Verbesserungen versprachen komplexere und grafisch ausgereiftere Spiele bei gleichzeitig verringertem Entwicklungsaufwand.

### Entwicklung und Prototypen
Ein früher, noch handverdrahteter Prototyp des erweiterten TIA wurde der Firmenleitung von Atari 1977 vorgestellt. Anschließende Machbarkeitsstudien zu möglichen Kombinationen dieses Alphanumeric Television Interface Controllers (kurz ANTIC) mit weiteren elektronischen Baugruppen zeigten rasch über den Einsatz in einer reinen Spielkonsole hinausgehende Potentiale auf. So schien eine integrierte Tastatur für Programmierzwecke und die Ansteuerung externer Geräte beispielsweise zum Datentransfer sowohl technisch als auch ökonomisch möglich.
Ein modularer Aufbau und die Fähigkeit zur Programmierung waren zum damaligen Zeitpunkt lediglich den in Wirtschaft und Forschung eingesetzten teuren Computern von IBM oder DEC und mit deutlichen Abstrichen den wesentlich günstigeren Heimcomputern wie Altair 8800, TRS-80, PET 2001 und Apple II vorbehalten. Insbesondere Letztere krankten jedoch an der Umständlichkeit ihrer Bedienung, der Unzuverlässigkeit der Technik und im Vergleich zu Spielkonsolen der damals neuesten Generation immer noch an der Höhe der Anschaffungskosten. Technisch wenig versierte, jedoch elektronischer Datenverarbeitung gegenüber aufgeschlossene Interessengruppen mit schmalem Geldbeutel blieben so außen vor. Diese Zielgruppe im Auge, verwarfen die Verantwortlichen von Atari rasch die ursprünglichen Pläne für eine auf dem ANTIC basierende neue Spielekonsole zugunsten eines eigenen, preisgünstigen und konzeptionell neuartigen Heimcomputers. Die Benutzung hatte einfach und sicher auch für Anfänger zu sein und das Gerät musste ohne technische Detailkenntnisse des Anwenders mit handelsüblichen Fernsehern betrieben werden können. Daneben sollte die Möglichkeit zum schnellen und bequemen Laden von Spielen und Anwendungsprogrammen ähnlich den von Spielekonsolen bekannten Steckmodulen vorhanden sein.
Neben der angestrebten leichten Bedienbarkeit spielten insbesondere niedrige Herstellungskosten des zu entwickelnden Gerätes eine große Rolle; die zunächst geforderte Kompatibilität mit Spielen der Atari-VCS-Konsole verwarfen die Verantwortlichen bereits nach kurzer Zeit. Die daraufhin von den Hauptentwicklern vorgelegten technischen Eckpunkte des neuen Systems wurden von der Firmenleitung im August 1977 für gut befunden und weitere finanzielle Mittel auch zur Aufstockung des Entwicklungspersonals zur Verfügung gestellt. Damit einhergehend erhielt das Heimcomputerprojekt den firmeninternen Codenamen Colleen.
Mit fortschreitendem Stand der Arbeiten entschieden sich die Verantwortlichen, die Entwicklung zweier unterschiedlicher Ausbaustufen des Heimcomputers zu verfolgen: ein anwendungsorientiertes Gerät mit Schreibmaschinentastatur und Möglichkeiten zur Erweiterung – der spätere Atari 800 – sowie eine stark abgerüstete Variante hauptsächlich für Zwecke der Unterhaltung. Die Entwicklungsarbeiten für die zweite Variante, die Entertainment Machine, wurde im November in ein separates Projekt mit dem Namen Candy ausgegliedert.

#### Projekt Candy

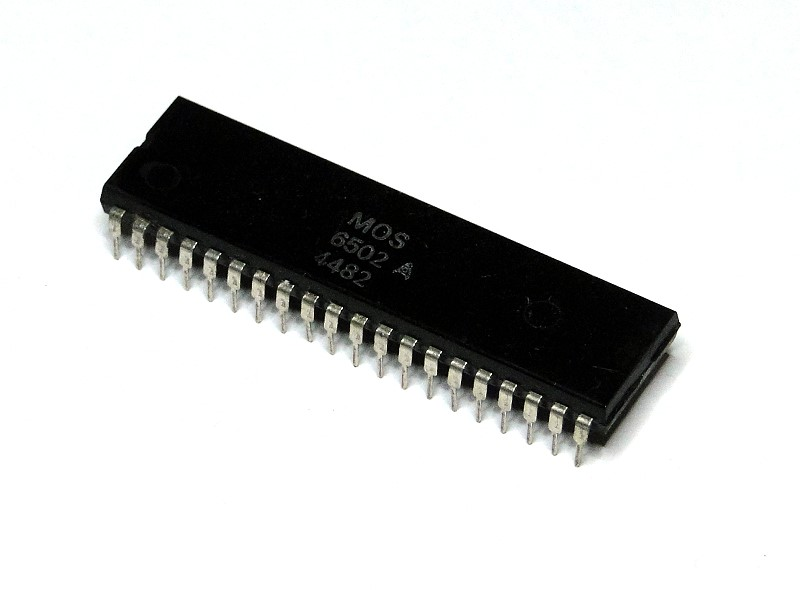
Hauptprozessor des Atari 400:
MOS 6502 als Ausführung mit DIL-Gehäuse

Erste Entwürfe beschränkten die Technik des Geräts auf das Ausführen von steckmodulbasierten Spielen mithilfe von Joysticks und griffen damit die ursprüngliche Idee einer reinen Spielekonsole wieder auf. Eine Realisierungsstudie vom November 1977 sah keinerlei Schnittstellen für Peripheriegeräte und Erweiterungsmöglichkeiten wie beim Projekt Colleen vor. Selbst der Einbau einer Tastatur wurde zunächst in Frage gestellt. Erst als letzte Arbeiten am ANTIC bis Januar 1978 abgeschlossen waren und sich die weiteren Bemühungen auf die Fertigstellung der Spezialbausteine Color Television Interface Adaptor (CTIA) und Potentiometer and Keyboard Integrated Circuit (POKEY) konzentrierten, einigte man sich unternehmensintern schließlich auf die Integration einer seriellen Schnittstelle für externe Peripherie sowie einer Tastatur. Der Einbau dieser Bestandteile war unter anderem der Bedienbarkeit komplexer Spiele und dem zwischenzeitlich angepeilten zusätzlichen Einsatzgebiet als Lerncomputer geschuldet. Insbesondere in Hinblick auf die dabei anvisierte Zielgruppe der Kinder sollte die interne Tastatur spritzwassergeschützt und ohne verschluckbare Tasten sein – eine zudem günstige Folienflachtastatur erwies sich dabei als Mittel der Wahl. Letzte Arbeiten an den Spezialbausteinen, den Kundenschaltkreisen (englisch custom chips), und deren Abstimmung auf den zwischenzeitlich ausgewählten Hauptprozessor 6502 von MOS zogen sich bis Ende März hin. Die gesamten Entwicklungskosten beliefen sich auf mehr als zehn Millionen US-Dollar.
Parallel zu den noch verbliebenen Arbeiten am Gehäuse begann die Sondierung des Marktes für höhere Programmiersprachen. Die Verantwortlichen entschieden sich dabei für BASIC, eine einsteigerfreundliche Sprache, mit der das neue Computersystem durch den Benutzer für eigene Zwecke programmiert und eingesetzt werden kann. Eine Eigenentwicklung durch Atari schied wegen fehlender Kapazitäten bei einer nur kurz zur Verfügung stehenden Frist von sechs Monaten aus. Nachdem der Einsatz des damals marktbeherrschenden Microsoft BASIC an den Atari-Erfordernissen zur Integration in einem Steckmodul mit nur 8 KB ROM gescheitert war, wurde am 6. Oktober 1978 die externe Firma Shepardson Microsystems mit der Erstellung eines eigenen, speziell auf die Atari Computer zugeschnittenen BASIC-Dialektes, dem Atari BASIC betraut.

#### Umbenennung in Atari 400
Nach Festsetzung der Konfiguration des Arbeitsspeichers auf marktübliche 4 KB änderte Atari im November 1978 den inoffiziellen Namen Candy in den direkt an die Speichergröße angelehnten offiziellen Produktnamen Atari 400. Die der Ziffer 4 nachgestellte Doppelnull klassifiziert dabei den Computer als Basisgerät der ihm zugehörigen Peripheriegeräte. Kurz darauf, am 6. Dezember 1978, erfolgte die Verkündung des Heimcomputerprojektes mit seinen beiden Geräten Atari 400 und Atari 800 publikumswirksam in einem Artikel der auflagenstarken The New York Times.

Vorstellung auf der Winter CES 1979

Einen ersten Blick auf seine neue, teilweise noch unfertige Produktlinie gewährte Atari Interessenten erstmals im Januar 1979 auf der Winter CES in Las Vegas. Der Atari 400 war dabei als Prototyp mit provisorischem Gehäuse zusammen mit dem dazu passenden Programmrekorder Atari 410 zu sehen. Ein serienreifer Atari 400 war kurz darauf im Mai im Rahmen der 4th West Coast Computer Faire in San Francisco einem größeren Publikum zugänglich. Auf der Summer CES in Chicago schließlich gab man die unverbindliche Preisempfehlung in Höhe von 550 US-Dollar bekannt.
Im Juni wurden letzte technische Arbeiten abgeschlossen und der Abnahmetest zur elektromagnetischen Verträglichkeit durch die US-amerikanische Federal Communications Commission erfolgreich absolviert – eine maßgebliche Voraussetzung zur Verkaufbarkeit des Gerätes in Nordamerika. Kurz darauf ermöglichten allgemein gesunkene Bauteilekosten eine Vergrößerung des ab Werk verbauten Arbeitsspeichers von 4 auf 8 KB, wovon der Produktname des Geräts jedoch unberührt blieb. Die Fertigung der Computer, deren Entwicklung bislang etwa 100 Millionen US-Dollar gekostet hatte, wurde Ataris Fabrik im kalifornischen Sunnyvale übertragen. Die Produktion konnte jedoch erst im Oktober 1979 aufgenommen werden, da die rasch wachsende Heimcomputerbranche ab Spätsommer 1979 unter einer anhaltenden Teileknappheit litt.

### Vermarktung
Bereits geraume Zeit vor dem Verkaufsstart pries der Hersteller seinen Atari 400 als Allzweckgerät („general purpose home computer“) insbesondere für die junge und finanziell weniger gut aufgestellte Einsteigergeneration an, da keinerlei Computerkenntnisse oder sonstiges technisches Vorwissen notwendig sei („The affordable home computer that’s easy to use even for people who’ve never used a computer before“).

#### Markteinführung

Erstvermarktung durch Sears

Die erste Serie von Geräten wurde ab November 1979 im Rahmen einer Testvermarktung sowohl im Versandkatalog als auch in einigen Ladengeschäften der Handelskette Sears Roebuck angeboten. Neben dem Computer mit Netzteil, Anschluss- und Anleitungsmaterial erhielt der Käufer für 549,99 US-Dollar die Programmiersprache Atari BASIC in Form eines Steckmoduls mitsamt Programmierhandbuch.
Anfang 1980 stellte Atari seine Geräte und dazugehörige Unterhaltungssoftware wie das Spiel Star Raiders auf der Winter CES vor. Neben allgemeiner Produktwerbung gelang es damit, auch neue Vertriebskanäle zu erschließen. Begleitet wurden die Präsentationen auf Messen ab dem zweiten Quartal 1980 durch weitere umfangreiche und langfristig geplante Werbeoffensiven. Mitte 1980 war die Bekanntheit der Atari-Computer so weit gestiegen, dass auch Dritthersteller vielversprechende Absatzpotentiale sowohl für Hard- als auch Software sahen und ihrerseits Produkte auf den Markt brachten.

#### Erschließung des Bildungssektors
Ergänzend zur Herstellung und zum Vertrieb von Unterhaltungssoftware verstärkte Atari die Bemühungen zur Platzierung seiner Heimcomputer in nordamerikanischen Bildungseinrichtungen, einem bislang vom Apple II dominierten Bereich. Dem lag das Kalkül zugrunde, dass Schüler und Studenten im Rahmen von späteren Privatanschaffungen auf das bereits aus der Schule Bekannte und Vertraute – einen Atari-Computer – zurückgreifen würden. Zudem setzte Atari ab Mitte 1980 verstärkt auf die Zusammenarbeit mit der zu IBM gehörigen Organisation Science Research Associates, die sich der Förderung des computergestützten Unterrichts verschrieben hatte und den Vertrieb für Atari im Bildungssektor übernahm. Im Rahmen dieser Kooperation finanzierte IBM einen Rabatt, der Bildungseinrichtungen von der Grundschule bis hin zur Universität beim Kauf eines Atari-800-Computers einen zusätzlichen kostenfreien Atari 400 gewährte. Atari selbst legte für Schulen wenig später eine ähnliche Preisaktion in Form des „3 for 2 deal“ auf: Beim Kauf zweier Atari-800- oder Atari-400-Computer erhielt der Käufer einen weiteren Atari 400 gratis dazu.
Die Umsätze für das Jahr 1980 beliefen sich laut InfoWorld auf etwa 20 Millionen US-Dollar.

#### Massenvermarktung
Nach einer zwischenzeitlichen Preiserhöhung auf 629,95 US-Dollar senkte Atari im Rahmen seiner seit Ende 1980 offensiv ausgerichteten Vermarktungskampagne Anfang 1981 den Preis für den Atari 400 mit 8 KB RAM auf 499,95 und den der erweiterten Version mit 16 KB RAM auf 630 US-Dollar. Neben dem stets währenden Kampf um Marktanteile mit den direkten Konkurrenzmodellen Apple II+ (16 KB RAM, 1195 US-Dollar), Tandy Color Computer (Versionen mit 4 und 16 KB RAM für 399 bzw. 599 US-Dollar) und Texas Instruments TI-99/4 (16 KB RAM, 1150 US-Dollar) war hierfür insbesondere der aufkommende günstige Commodore VIC 20 (5 KB RAM, 299 US-Dollar) ursächlich. Zur Bewältigung der zunehmenden Nachfrage und zur zügigen Umsetzung der geplanten weltweiten Vermarktung nahm Atari im Februar 1981 personelle Erweiterungen im Firmenmanagement vor und änderte daraufhin wenig später seine Vermarktungsstrategie: Der bis dahin ausschließlich zusammen mit Atari BASIC und Anleitungsbuch verkaufte Atari 400 mit 16 KB RAM war ab Mai nur noch einzeln, dafür aber zum deutlich geringeren Preis von 399 US-Dollar erhältlich. (Die Produktion der Modellvariante mit nur 8 KB RAM hatte Atari zu diesem Zeitpunkt bereits eingestellt.) Ergänzt werden konnte das Grundgerät vom Käufer unter anderem mit Ataris neu eingeführten, individuell auswählbaren und speziell auf Techniklaien zugeschnittenen Erweiterungspaketen. Diese „Starter Kits“ enthielten jeweils aufeinander abgestimmte, anschlussfertige Hard- und Software für die Einsatzbereiche Programmieren (Atari Programmer), Unterhaltung (Atari Entertainer), Bildung (Atari Educator) und Datenfernübertragung (Atari Communicator). Bis Juni hatte Atari nach grober Schätzung der US-amerikanischen Zeitschrift InfoWorld 50.000 bis 100.000 Computer verkauft. Die mit den Computern erzielten Umsätze lagen Mitte des Jahres bei zehn Millionen US-Dollar – die Summe der durch die laufende Produktion verursachten Verluste belief sich jedoch auf einen ähnlich hohen Betrag.

Atari Program Exchange

Außer in den Ausbau des Hardwaresektors investierte Atari auch in die Fortbildung seines Kundendienstes und der Vertragshändler sowie in die Softwareunterstützung für die Heimcomputer. Dazu zählten die beinahe monatlichen Veröffentlichungen neuer hauseigener Programme und Spiele, die von Drittherstellern langerwartete Publikation technischer Dokumentationen und die Unterstützung unabhängiger Programmautoren. Letzteres umfasste die Ausrichtung von offenen Programmierwettbewerben mit entsprechend hoch dotierten Preisen, technische Schulungen in Ataris Acquisition Centers und die Gründung der Publikationsplattform Atari Program Exchange (Kürzel APX). Durch die Gründung von APX ermöglichte Atari den betriebswirtschaftlich häufig gänzlich unerfahrenen Softwareherstellern den Vertrieb ihrer Programme durch das mittlerweile in Nordamerika voll ausgebaute Atari-Händlernetz.

#### Internationaler Vertrieb
Im Fahrwasser der amerikanischen Verkaufserfolge startete Atari im Sommer 1981 die Erschließung des lukrativen europäischen Marktes. Wie in den USA auch wurde die Veröffentlichung in Großbritannien (345 £), Frankreich, Italien (985.000 ₤) und den Benelux-Staaten von umfangreichen Werbemaßnahmen im Printbereich und von Präsentationen auf speziellen Ausstellungen begleitet.
In Westdeutschland übernahm ab August 1981 die bereits seit 1980 für die Atari-VCS-Vermarktung zuständige Atari Elektronik Vertriebsgesellschaft mbH den Vertrieb und den Kundendienst. Die Vermarktung der „Privatcomputer“, so die offizielle Bezeichnung von Atari Deutschland, erforderte erhebliche Investitionen insbesondere für die Werbung, Verkäuferschulungen und Serviceaktivitäten. Analog den Promotionsbemühungen im Videospielebereich schaltete Atari entsprechende Werbung in Printmedien. Neben dem Verkauf im Versandhandel und in Fachgeschäften waren die Rechner auch in größeren Kaufhausketten wie Horten und Karstadt erhältlich. Die unverbindliche Preisempfehlung des Atari 400 lag bei 1495 DM, der Datenrekorder Atari 410 kostete 289 DM und das Steckmodul mit Atari BASIC konnte für 272 DM erworben werden.
Während der internationalen Expansionsphase reagierte Atari auf die sich immer weiter zuspitzende Konkurrenzsituation vor allem in Nordamerika u. a. mit technischen Überarbeitungen seiner Computer in Form eines revisionierten Betriebssystems für Neugeräte (OS-Version B) und einer fehlerbereinigten Version von Atari BASIC. Im Geschäftsjahr 1981 konnte Atari so nach eigenen Angaben etwa 300.000 Heimcomputer absetzen, womit sich Atari 400 und 800 endgültig als Massenware etabliert hatten und Atari laut InfoWorld zum US-amerikanischen Marktführer aufsteigen ließen.

#### Preiskriege und Marktführerschaft
Billigcomputer wie der Sinclair ZX81 brachten Atari 1982 zusehends in Zugzwang. Das Unternehmen senkte daraufhin im Juni den Preis für den Atari 400 um 50 US-Dollar. Schon im Juli folgte ein weiterer Nachlass des unverbindlichen Verkaufspreises auf nun 299 US-Dollar. Ab Frühherbst 1982 sah Atari von weiteren direkten Preisnachlässen ab und schwenkte vielmehr auf kaufbegleitende Rabattaktionen um: Beim Erwerb von Atari Hard- und Software wurden den Käufern durch „Softwarecoupons“ Ersparnisse von bis zu 60 US-Dollar auf Produkte aus Ataris Programmsortiment ermöglicht. Daneben baute Atari im Laufe des Jahres 1982 vor allem in Nordamerika den Kundendienst großflächig aus. Die in den Vereinigten Staaten landesweit eingerichteten Atari Service Center übernahmen fortan Beratungs- und Reparaturdienstleistungen, aber auch die Umrüstung älterer Computer auf den neuen GTIA-Grafikbaustein und das revisionierte Betriebssystem. Sie ermöglichten zudem die durch Ataris Firmenleitung angestrebten profitträchtigen Verkäufe durch große Handelsketten wie J. C. Penney, Kmart und Toys “R” Us, die aufgrund fehlenden qualifizierten Personals keinerlei Beratung oder Garantiedienstleistungen anzubieten in der Lage waren. Diese mittlerweile hauptsächlich auf Massenvermarktung ausgerichtete Verkaufspolitik bescherte Atari 1982 annähernd 220.000 Verkäufe für den Atari 400, wie das renommierte US-amerikanische Marktforschungsunternehmen The Yankee Group schätzte. Zusammen mit den Verkäufen des Atari 800, die wohl bei 140.000 Stück lagen, betrug Ataris Anteil am US-Heimcomputermarkt  rund 17 Prozent. Den Zeitschriften InfoWorld und Antic zufolge konnte Atari 1982 seine Marktführerschaft im Heimcomputerbereich verteidigen.

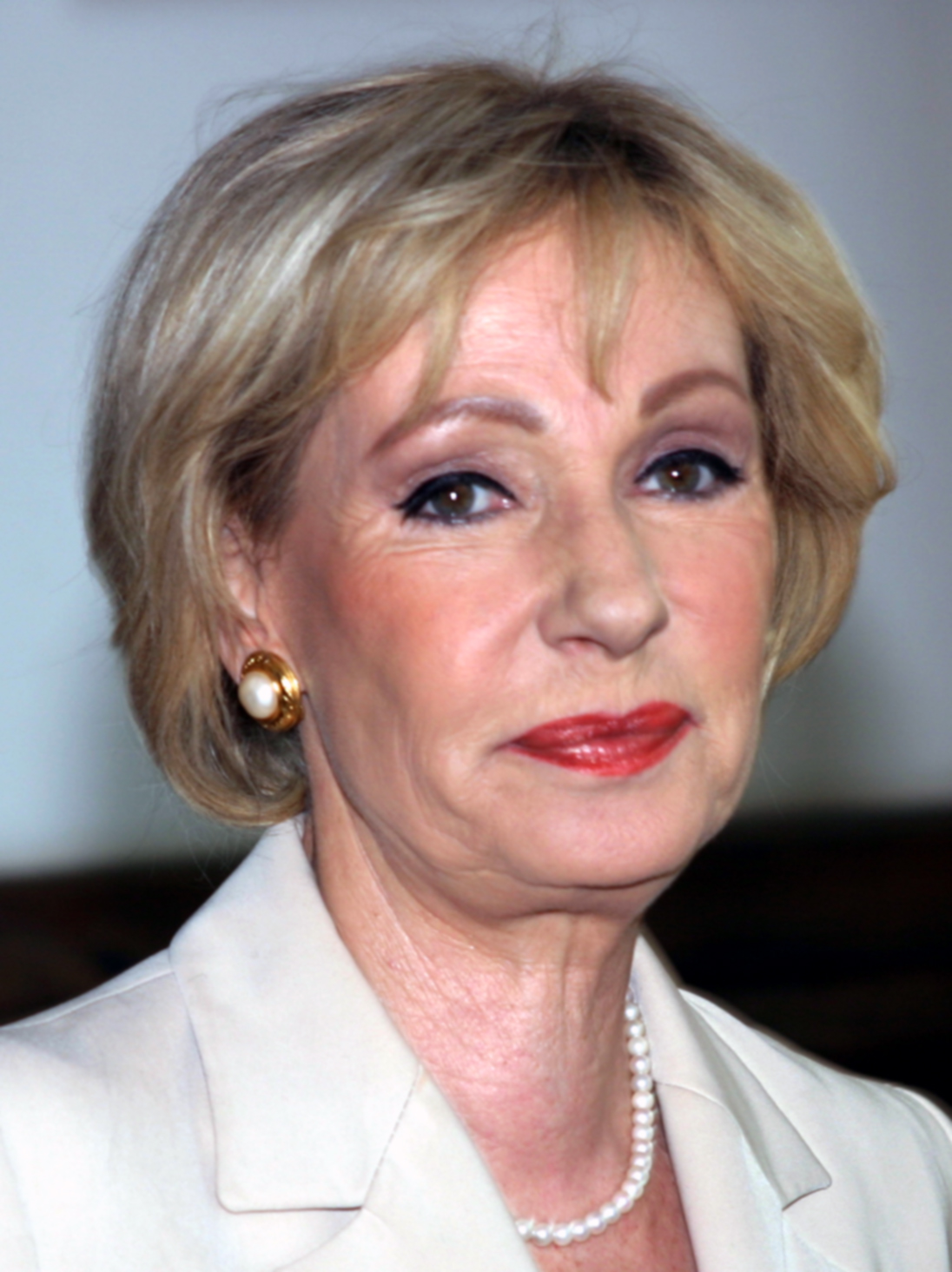
1983 engagierte Atari Deutschland Dagmar Berghoff (hier im April 2004) als Sprecherin für einen Programmierkurs

In Westdeutschland lag der Marktanteil von Ataris Computern im Juni 1982 laut der Zeitschrift Billboard bei 15 Prozent. Hauptsächlich wegen des von Commodore ausgeübten Preisdrucks sah sich Atari Deutschland schon im August zu einer ersten aber drastischen Preissenkung des Atari 400 von 1495 DM auf 995 DM gezwungen. Dadurch amortisierten sich die hohen Investitionen von Atari Deutschland nur schleppend und der nationale Videospiele-Marktführer wurde mit seiner Heimcomputersparte nach Aussagen des damaligen Geschäftsführers Klaus Ollmann „nicht glücklich“. 1983 legte Atari Deutschland eine weitere verkaufsfördernde Maßnahme in Form des Bündelangebots Computer Compact Paket auf. Damit erwarb der Käufer neben dem Computer ein Modul mit Atari BASIC, den Atari 410 Datenrekorder, einen von Dagmar Berghoff eingesprochenen Programmierkurs sowie eine Spielesammlung auf Kassette für insgesamt unter 1000 DM.

#### Ankündigung der Nachfolger und Ausverkäufe
Im zweiten Quartal des Jahres 1983 stellte Atari ein Nachfolgemodell der neu aufgelegten XL-Reihe mit zeitgemäßen 64 KB RAM und neuem Gehäusedesign vor. Wegen mangelnder Kompatibilität zu seinen Vorgängern war diesem Atari 1200XL kein großer Erfolg beschieden, sodass er über eine nur sehr kurzzeitige Veröffentlichungsphase in den Vereinigten Staaten nicht hinauskam. Umso mehr schnellten dafür die Verkäufe der alten Modelle 400 und 800 in die Höhe, weil diese mit Einführung des neuen Gerätes zum einen im Preis gesenkt worden waren und zum anderen keine Programminkompatibilitäten befürchten ließen. Im Mai 1983 schließlich war mit einer unverbindlichen Preisempfehlung von weniger als 200 US-Dollar der Ausverkauf des Atari 400 eingeleitet worden, der sich mit der Ankündigung des offiziellen Nachfolgers Atari 600XL auf der Summer CES in Chicago noch weiter beschleunigte. Im August 1983 wurde die Produktion des Atari 400 eingestellt und Räumungsverkäufe zugunsten des Atari 600XL wurden eingeleitet. The Yankee Group schätzte, dass 1983 allein in den Vereinigten Staaten 155.000 Geräte vom Typ Atari 400 und 125.000 Exemplare des Atari 800 abgesetzt werden konnten.

### Moderne Nachbauten
Die überschaubare Architektur des Systems und umfangreiche Dokumentationen des Herstellers ermöglichen den miniaturisierten Nachbau der Elektronik des Atari 400 und dazu kompatibler Modelle mit heutigen technischen Mitteln bei gleichzeitig überschaubarem Aufwand. Eine solche moderne Realisierung erfolgte erstmals 2014 – wie bei anderen Heimcomputersystemen auch – als Implementierung auf einem programmierbaren Logikschaltkreis (FPGA) nebst Einbettungssystem. Die Nachbildung mittels FPGA-Technologie war zunächst lediglich als technische Machbarkeitsstudie gedacht, stellte jedoch im Nachhinein auch ihren praktischen Nutzen unter Beweis: Durch die Miniaturisierung und die Möglichkeit des Batteriebetriebs ist sie eine leicht verstaubare, zuverlässig arbeitende und transportable Alternative zur originalen schonenswerten Technik.

## Technische Details
Das Gehäuse des Atari 400 enthält insgesamt vier Leiterplatten und ein stabiles Aluminiumgussgehäuse zur Abschirmung der vom Computer verursachten elektromagnetischen Störfelder. Die Hauptbestandteile der größten Platine bilden der Spezialbaustein POKEY, der Festwertspeicher (ROM) sowie die Ein-/Ausgabebaugruppen nebst Peripherieanschlüssen. Daneben stellt sie als Bauelementeträger Steckplätze für die kleineren Platinen bereit. Diese enthalten die Prozessor-Baugruppe mit 6502-CPU (englisch central processing unit) nebst den Spezialbausteinen GTIA sowie ANTIC, die Speicher-Karte mit Arbeitsspeicher (RAM) und die Baugruppen zur Spannungsregelung und zur Fernsehsignalerzeugung. Zur Grundausstattung gehörte neben dem Computer ein externes Netzteil und die Bedienungsanleitung für das Gerät.

### Hauptprozessor
Der Atari 400 basiert auf dem 8-Bit-Mikroprozessor MOS 6502, der häufig in zeitgenössischen Computern eingesetzt wurde. Die CPU kann auf einen Adressraum von 65536 Byte zugreifen, was auch die theoretisch mögliche Obergrenze des Arbeitsspeichers von 64 Kilobyte (KB) festlegt. Der Systemtakt beträgt bei PAL-Geräten 1,77 MHz, für solche mit NTSC-Ausgabe dagegen 1,79 MHz.

### Spezialbausteine zur Erzeugung von Grafik und Ton
Wesentlicher Bestandteil der Rechnerarchitektur sind die drei von Atari entwickelten Spezialbausteine Alphanumeric Television Interface Controller (ANTIC), Graphic Television Interface Adaptor (GTIA) mit seinem Vorläufer Color Television Interface Adaptor (CTIA) und Potentiometer And Keyboard Integrated Circuit (POKEY) Sie sind funktionell derart konzipiert, dass sie innerhalb ihres Aufgabenbereiches flexibel einsetzbar sind und gleichzeitig die CPU entlasten.

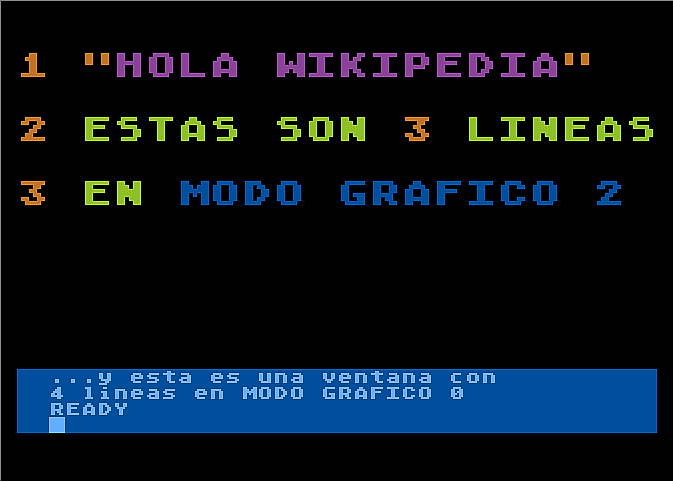
Mischung zweier verschiedener Grafikmodi (Groß- und Normaltext) unter Zuhilfenahme eines Rasterzeileninterruptes.

Die beiden Grafikbausteine ANTIC und CTIA/GTIA erzeugen das am Fernseher oder Monitor angezeigte Bild. Dazu sind zuvor vom Betriebssystem oder den Benutzer im Arbeitsspeicher entsprechende Daten in der Form der „Display List“ zu hinterlegen. Der CTIA/GTIA erlaubt unter anderem das Integrieren von maximal acht unabhängigen aber jeweils einfarbigen Grafikobjekten, den Sprites. Diese im Atari-Jargon auch „Player“ und „Missiles“ genannten Objekte werden gemäß benutzerdefinierbaren Überlappungsregeln in das vom ANTIC erzeugte Hintergrundbild kopiert und einer Kollisionsprüfung unterzogen. Dabei wird festgestellt, ob sich die Sprites untereinander oder bestimmte Teile des Hintergrundbildes („Playfield“) berühren. Diese Fähigkeiten wurden – wie sich bereits anhand der Namensgebung „Playfield“, „Player“ und „Missiles“ abzeichnet – zur vereinfachten Erstellung von Spielen mit interagierenden Grafikobjekten und schnellem Spielgeschehen entwickelt. Die Fähigkeiten der beiden Spezialbausteine ANTIC und CTIA/GTIA zusammengenommen, verleihen den Darstellungsmöglichkeiten der Atari-Rechner eine von anderen damaligen Heimcomputern unerreichte Flexibilität. Im dritten Spezialbaustein POKEY sind weitere elektronische Komponenten zusammengefasst. Diese betreffen im Wesentlichen die Tonerzeugung für jeden der vier Tonkanäle, die Tastaturabfrage und den Betrieb der seriellen Schnittstelle Serial Input Output (SIO) zur Kommunikation des Rechners mit entsprechenden Peripheriegeräten.
Durch die hochintegrierte Ausführung (LSI) vereinen die Spezialbausteine viele elektronische Komponenten in sich und senken dadurch die Anzahl der im Rechner benötigten Bauteile, was wiederum eine nicht unerhebliche Kosten- und Platzersparnis mit sich bringt. Nicht zuletzt weil ihre Konstruktionspläne nie veröffentlicht wurden, waren sie mit damaliger Technik nicht wirtschaftlich zu kopieren, womit der in der Heimcomputerbranche durchaus übliche illegale Nachbau von Computern für den Atari 400 ausgeschlossen werden konnte.
Die Bildschirmnormen PAL, NTSC und SECAM werden durch unterschiedliche externe elektronische Beschaltungen der CPU, entsprechend modifizierte Spezialbausteine ANTIC (NTSC-Version mit Teilenummer C012296, PAL-Version mit C014887) und GTIA (NTSC-Version mit Teilenummer C014805, PAL-Version mit C014889, SECAM-Version mit C020120) sowie verschiedene darauf abgestimmte Versionen des Betriebssystems realisiert.
| Grafikstufe | Anzeigeart    | Auflösung (Pixel) | Farben | Speicherbedarf (Bytes) |
| ----------- | ------------- | ----------------- | ------ | ---------------------- |
| 0           | normaler Text | 40 × 24           | 2      | 992                    |
| 1           | Großtext      | 20 × 24           | 5      | 672                    |
| 2           | Großtext      | 20 × 12           | 5      | 420                    |
| 3           | Punktgrafik   | 40 × 24           | 4      | 432                    |
| 4           | Punktgrafik   | 80 × 48           | 2      | 696                    |
| 5           | Punktgrafik   | 80 × 48           | 4      | 1176                   |
| 6           | Punktgrafik   | 160 × 96          | 2      | 2184                   |
| 7           | Punktgrafik   | 160 × 96          | 4      | 8138                   |
| 8           | Punktgrafik   | 320 × 192         | 2      | 8138                   |
| 9           | GTIA-Modi     | 80 × 192          | 16     | 8138                   |
| 10          | GTIA-Modi     | 80 × 192          | 9      | 8138                   |
| 11          | GTIA-Modi     | 80 × 192          | 16     | 8138                   |

### Speicher und Speicheraufteilung
Der von der CPU und ANTIC ansprechbare Adressraum segmentiert sich beim Atari 400 in verschiedene Abschnitte unterschiedlicher Größe. Aus praktischen Gründen ist es üblich, für deren Adressen anstelle der dezimalen Notation die hexadezimale zu verwenden. Ihr wird zur besseren Unterscheidbarkeit üblicherweise ein $-Symbol vorangestellt. Den Adressen von 0 bis 65535 in dezimaler Notation entsprechen im hexadezimalen System die Adressen $0000 bis $FFFF.
Der Bereich von $0000 bis $7FFF ist ausschließlich für Arbeitsspeicher vorgesehen. Der Bereich von $0000 bis $3FFF entspricht mit seiner Größe von 16 KB der größten im Atari 400 werkseitig verbauten RAM-Konfiguration. Darüber hinaus sind jedoch auch Erweiterungen bis beispielsweise 48 KB möglich, wobei die belegten Speicheradressen dann bis $BFFF reichen. Nach dem Einfügen eines Steckmoduls wird der 8 KB große, inmitten des Arbeitsspeichersegments gelegene Bereich von $A000 bis $BFFF (left-hand cartridge slot) abgeschaltet und dort die im Steckmodul befindlichen ROMs eingeblendet. Damit stehen bei der Verwendung steckmodulbasierter Programme wie beispielsweise von Atari-BASIC etwa 8 KB Arbeitsspeicher weniger zur Verfügung. Die Adressen der Spezialbausteine und anderer Hardwarebestandteile befinden sich innerhalb eines von $D000 bis $D7FF reichenden Segmentes, unmittelbar gefolgt von den mathematischen Fließkommaroutinen ($D800 bis $DFFF) und dem Betriebssystem ($E000 bis $FFFF). Der Bereich von $C000 bis $CFFF ist für später durch Atari zu ergänzende Systemsoftware vorgesehen, kann aber auch durch Arbeitsspeicher oder alternative Betriebssystemkomponenten genutzt werden.
Nach dem Einschalten des Rechners liest die CPU zunächst die Inhalte der ROM-Bausteine mit dem Betriebssystem aus, womit der Atari 400 nebst angeschlossenen Peripheriegeräten initialisiert wird. Sind keine Steckmodule oder Massenspeicher mit ausführbaren Inhalten vorhanden, wird vom Betriebssystem das sogenannte Atari Memo Pad (auch OS Blackboard Mode genannt) gestartet. Es handelt sich dabei um ein rudimentäres Texteingabeprogramm ohne weitere Möglichkeiten wie etwa die des Speicherns.

### Schnittstellen für Ein- und Ausgabe
Als Verbindungen zur Außenwelt stehen vier Kontrollerbuchsen an der Vorderseite des Gehäuses, ein koaxialer HF-Antennenanschluss für den Fernseher, ein Schacht zur ausschließlichen Verwendung von ROM-Steckmodulen sowie eine Buchse der proprietären seriellen Schnittstelle (Serial Input Output, kurz SIO) zur Verfügung. Letztere dient dem Betrieb von entsprechend ausgestatteten „intelligenten“ Peripheriegeräten mit Identifikationsnummern. Dabei kommt ein von Atari speziell für diesen Zweck entwickeltes Übertragungsprotokoll und Steckersystem zum Einsatz. Drucker, Diskettenlaufwerke und andere Geräte mit zwei SIO-Buchsen können so mit nur einem einzigen Kabeltyp „verkettet“ angeschlossen werden. Dabei dient jeweils eine der beiden Buchsen zur Kommunikation des Geräts mit dem Computer (serial bus input) und die verbleibende zum Anschluss und Verwalten eines weiteren Geräts (serial bus extender). Die in vielen anderen zeitgenössischen Computersystemen verwendeten Standardschnittstellen RS-232C (seriell) und Centronics (parallel) werden durch die extra zu erwerbende Schnittstelleneinheit Atari 850 zur Verfügung gestellt.

## Peripheriegeräte
Der Atari 400 ist grundsätzlich mit allen von Atari auch später veröffentlichten Peripheriegeräten für die XL- und XE-Reihe betreibbar, die zum Anschluss nicht den bei XL- und XE-Computern herausgeführten Systembus benötigen. Im Folgenden wird ausschließlich auf die von Ende 1979 bis Ende 1983 erhältlichen eingegangen. Zum Gebrauch einiger Peripheriegeräte werden mindestens 16 KB RAM vorausgesetzt, da entsprechend speicherintensive Ansteuerungssoftware zum Betrieb vonnöten ist.

### Massenspeicher
In Zusammenhang mit vor allem westlichen Heimcomputern der 1980er-Jahre kamen zur Datensicherung hauptsächlich Kassettenrekorder und Diskettenlaufwerke, im professionellen Umfeld bei den Personalcomputern zunehmend auch Fest- und Wechselplattenlaufwerke zum Einsatz. Die günstigste Variante der Datenaufzeichnung durch Kompaktkassetten hat im Allgemeinen den Nachteil niedriger Datenübertragungsraten und damit langer Ladezeiten, wohingegen die wesentlich schnelleren und verlässlicheren Disketten- und Plattenlaufwerke sehr viel teurer in der Anschaffung waren. Bei Veröffentlichung des Atari 400 standen ihm Kassetten- und wenig später auch Diskettensysteme als Massenspeicher zur Verfügung.

#### Kassettensysteme

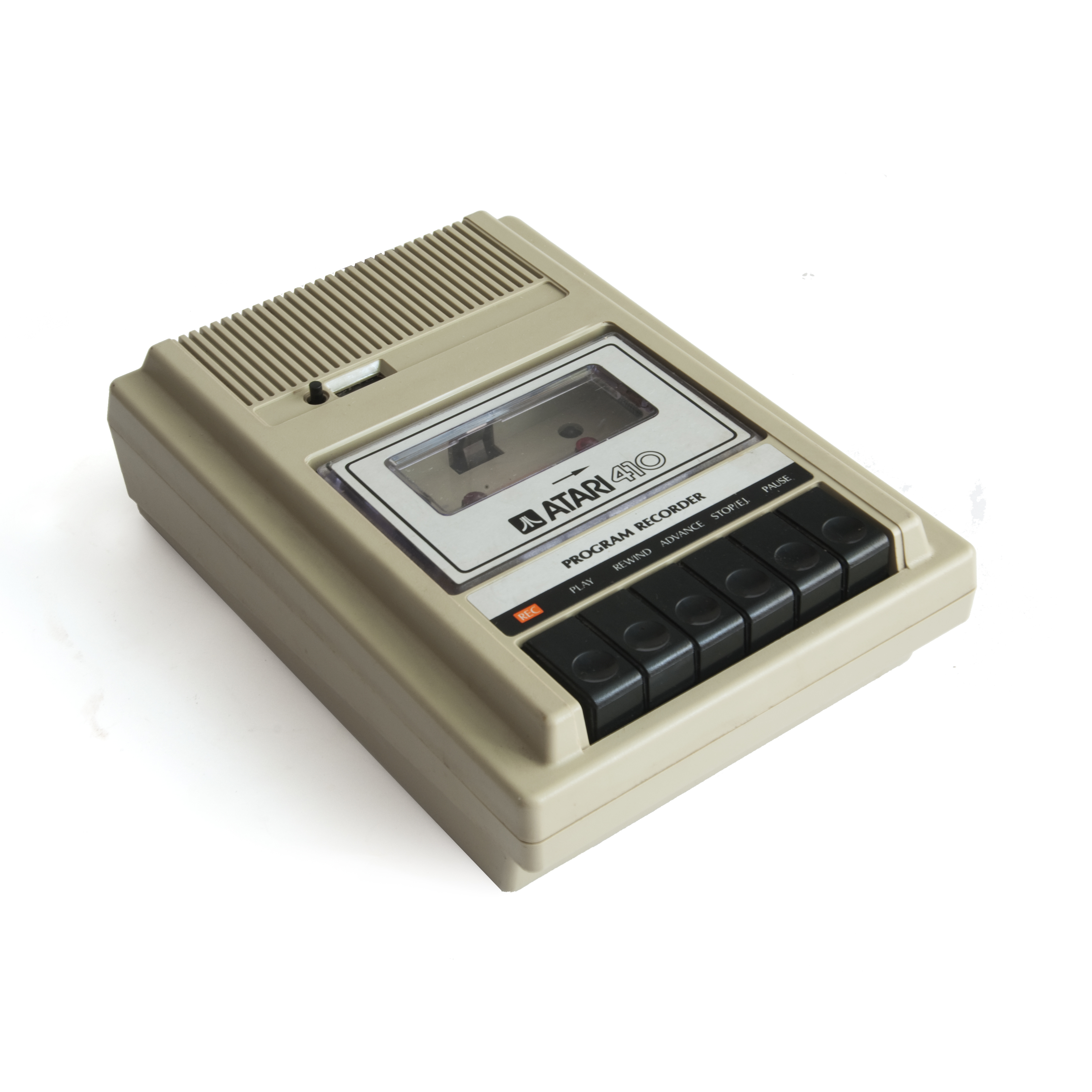
Programmrekorder
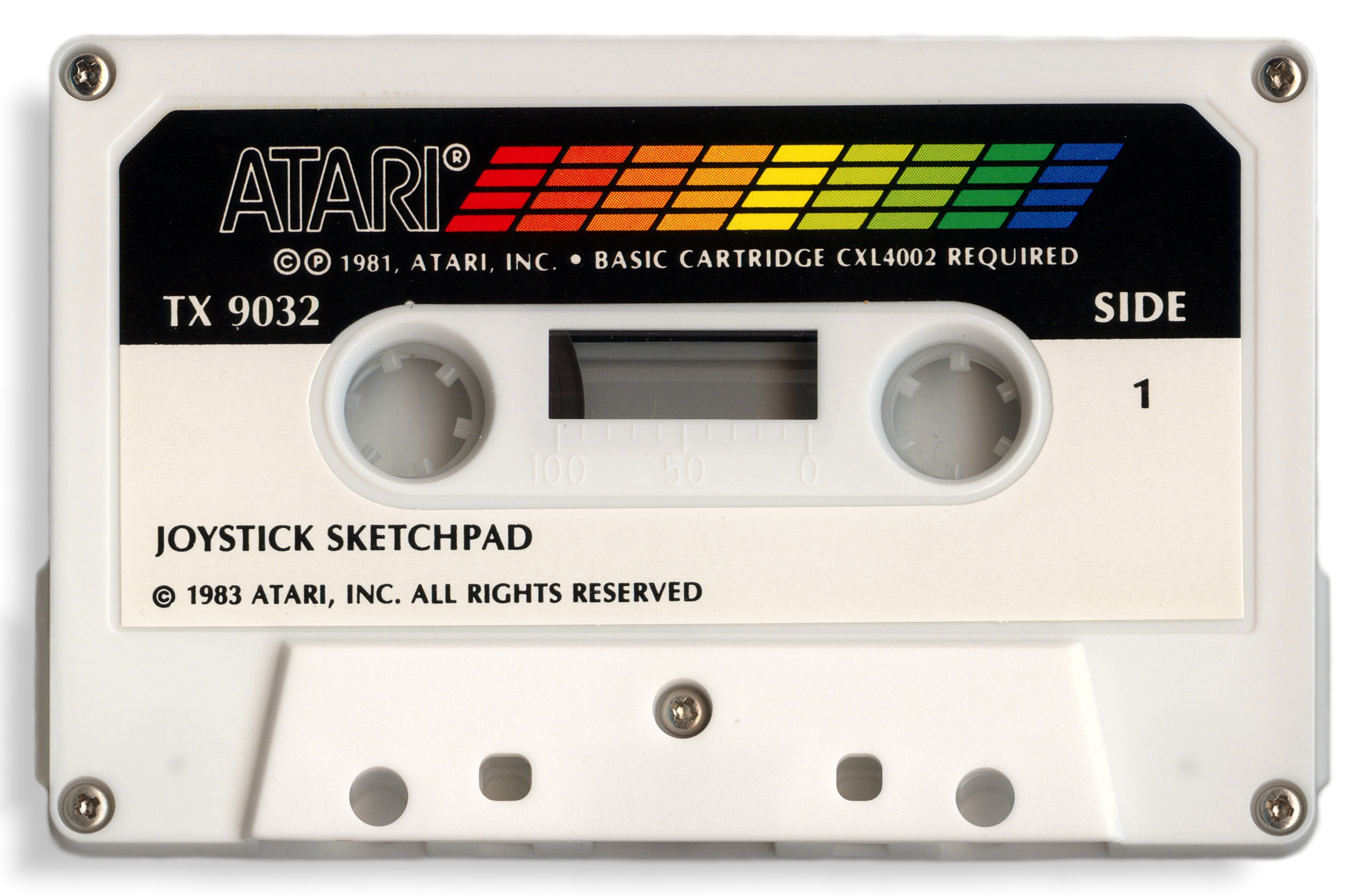
Kompaktkassette mit Computerprogramm

Im Gegensatz zu anderen zeitgenössischen Heimcomputern wie beispielsweise dem TRS-80 oder dem Sinclair ZX81 kann der Atari 400 zum Speichern von Daten nicht mit handelsüblichen Kassettenrekordern betrieben werden. Vielmehr benötigt er ein auf seine serielle Schnittstelle abgestimmtes Gerät – den Atari 410 Programmrekorder. Die durchschnittliche Datenübertragungsrate beträgt dabei 600 Bit/s; auf einer 30-Minuten-Kassette finden 50 KB an Daten Platz. Daneben verfügt der Atari 410 noch über die Besonderheit eines Stereo-Tonkopfes, wodurch parallel zum Lesevorgang das Abspielen von Musik oder gesprochenen Benutzungsanweisungen möglich ist. Aus Gründen der Kosten- und Platzersparnis ist im Gerät kein Lautsprecher verbaut, die Audiosignale werden vielmehr über das SIO-Kabel via POKEY am Fernsehgerät ausgegeben. Auch ist keine SIO-Buchse im Atari-410-Programmrekorder verbaut, sodass er stets als letztes Glied in der Kette von Peripheriegeräten anzuschließen ist.

#### Diskettensysteme

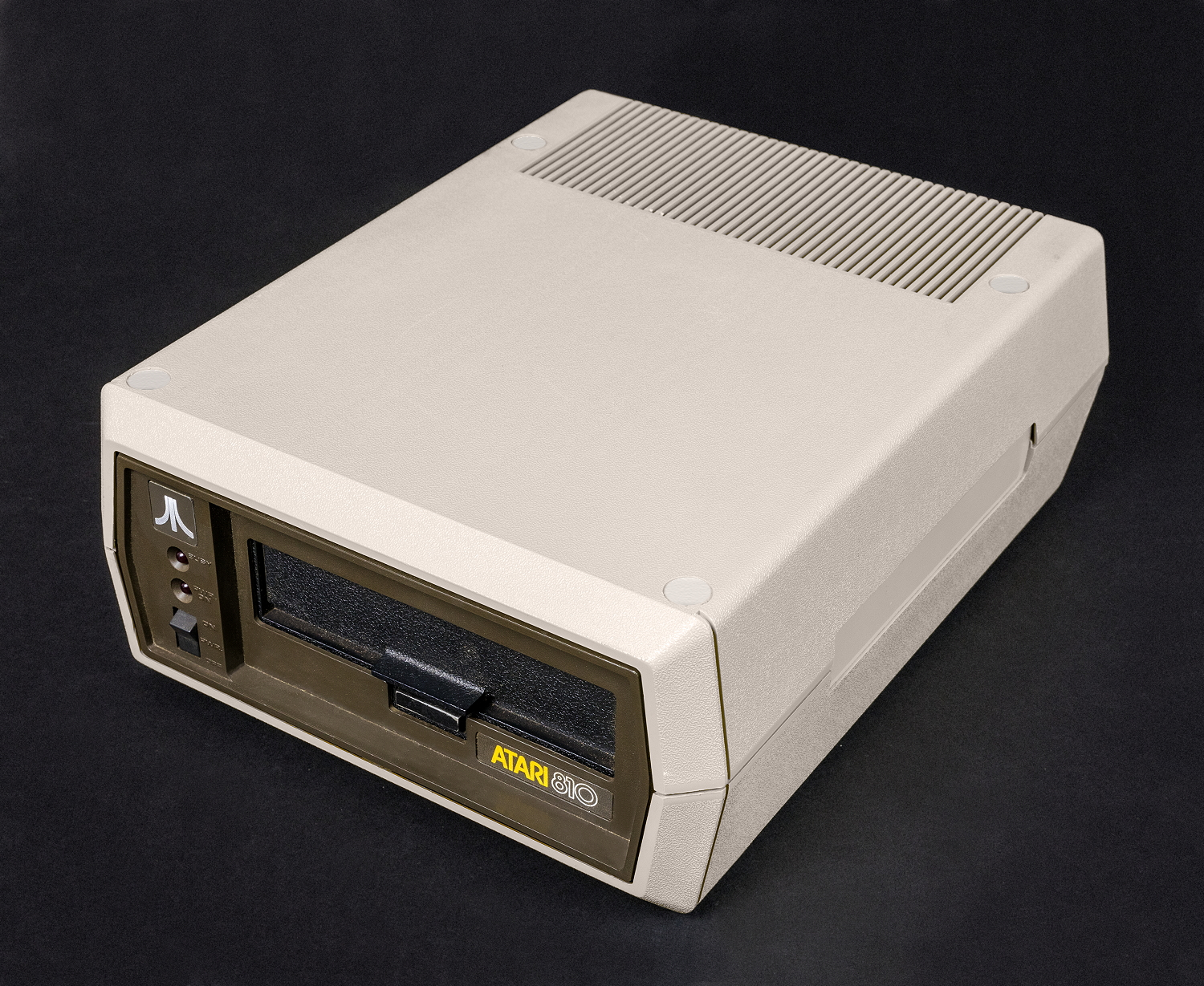
Atari 810

Zusammen mit dem Atari 410 Programmrekorder war kurz nach Markteinführung von Atari 400 und 800 auch ein auf Ataris SIO-Schnittstelle abgestimmtes Diskettenlaufwerk erhältlich, die Floppystation Atari 810. Mit dem Atari-810-Diskettenlaufwerk können 5,25″-Disketten einseitig in einfacher Schreibdichte mit 720 Sektoren à 128 Bytes beschrieben werden, womit sich pro Diskettenseite 90 KB Daten abspeichern lassen. Die mittlere Datenübertragungsrate beträgt etwa 6000 Bit/s, das Zehnfache dessen, was der Datenrekorder Atari 410 in derselben Zeit zu übertragen in der Lage ist. Während des gesamten Produktionszeitraumes wurden vom Hersteller an den Laufwerken mehrfach Änderungen vorgenommen. So existieren beispielsweise Ausführungen mit teilweise fehlerhafter Systemsoftware und solche mit verschiedenen Laufwerksmechaniken.
Neben der Diskettenstation 810 war für kurze Zeit in Nordamerika ein weiteres Gerät in Form des wesentlich leistungsfähigeren Atari-815-Diskettenlaufwerks erhältlich. Es verfügt über zwei Laufwerksmechaniken, wobei jede zudem mit doppelter Schreibdichte operiert und so pro 5,25″-Diskettenseite 180 KB Daten gespeichert werden können. Aufgrund der damit verbundenen komplizierten Konstruktion war lediglich eine manuelle Herstellung möglich. Durch den daraus resultierenden hohen Preis von 1500 US-Dollar bei gleichzeitig großer Fehleranfälligkeit wurde das Gerät nach Auslieferung nur geringer Stückzahlen in Höhe von etwa 60 Exemplaren von Atari aus dem Sortiment genommen.
Ab Mitte 1982 erschien eine Vielzahl von Atari-kompatiblen Diskettenlaufwerken diverser Dritthersteller. Dazu zählen unterschiedlich leistungsstarke Geräte von Percom, Laufwerke mit zusätzlicher Datenspuranzeige von Rana und auch Doppellaufwerke von Astra.

### Ausgabegeräte

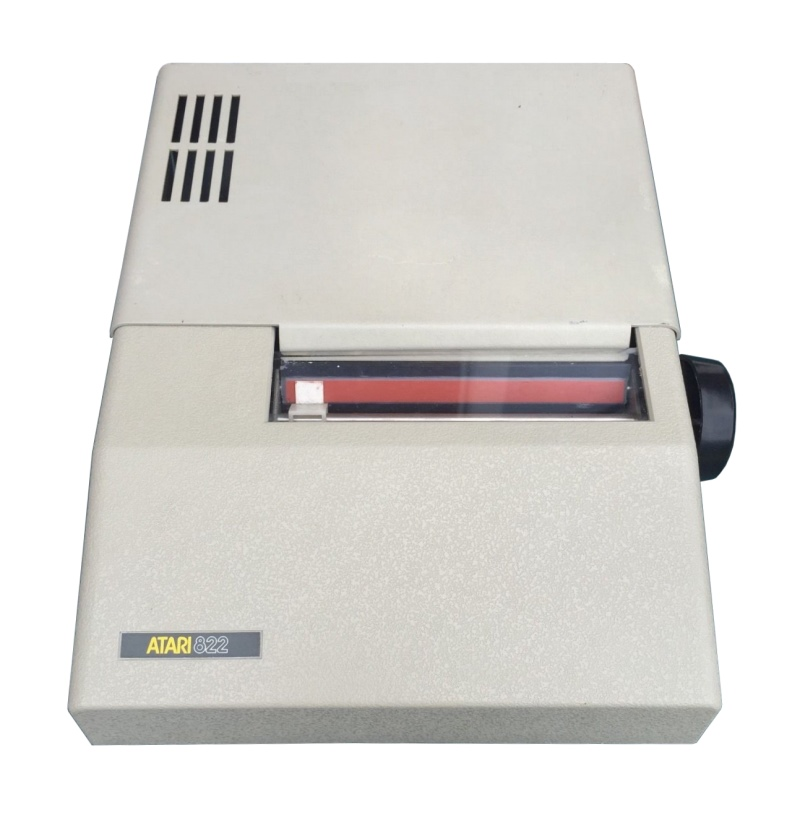
Thermodrucker
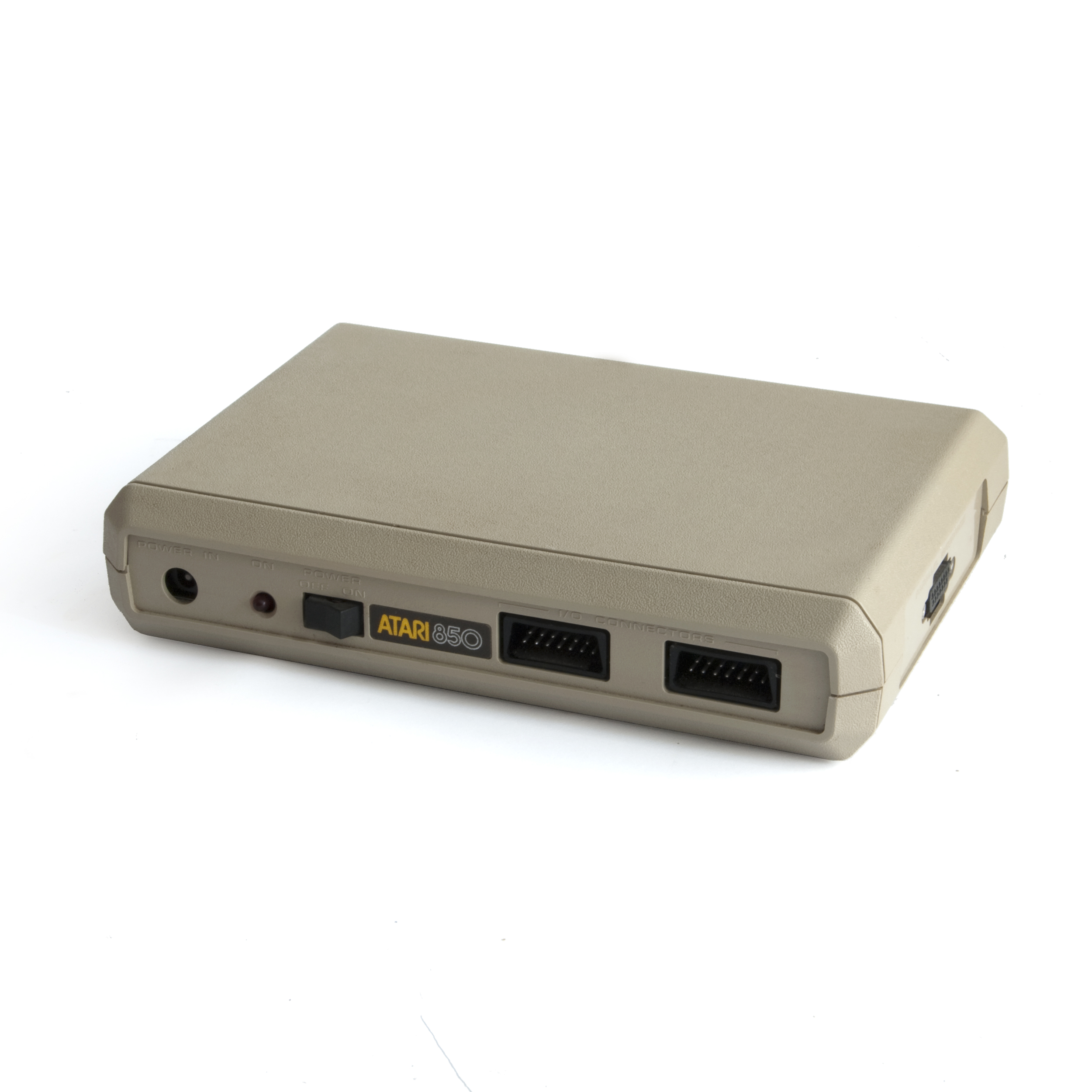
Schnittstelleneinheit

Das Bild wird via HF-Modulator an einem Fernsehgerät mit Antenneneingang ausgegeben. Ein Monitor kann mangels entsprechender Buchse nicht angeschlossen werden.
Zur schriftlichen Fixierung von Text und Grafik dienen der Thermodrucker Atari 822 und die nadelbasierten Modelle Atari 820 und Atari 825. Drucker von Fremdherstellern können nur mithilfe von Zusatzgeräten betrieben werden, weil der Atari 400 keine Standardschnittstellen hat. Abhilfe lässt sich durch die Zwischenschaltung eines Atari-850-Schnittstellenmoduls schaffen, womit RS-232- und Centronics-Drucker von Epson, Mannesmann und weiteren betrieben werden können.
Daneben existieren von Fremdherstellern eine Fülle von Ausgabezusätzen: Angefangen bei der zur Sprachausgabe gedachten The Voicebox von The Alien Group über eine selbstzubauende 3D-Brille zum Betrachten von stereografischen Inhalten am Fernseher bis hin zum programmierbaren Robotergreifarm werden alle damals interessierenden Teilbereiche abgedeckt.

### Eingabegeräte
Die Tastatur des Atari 400 besteht aus drei übereinandergeklebten Kunststofffolien. An der oberen und unteren Folie befinden sich unter den Tasten metallische Kontakte, die nach einem vorgegebenen Schema miteinander verschaltet sind. Die mittlere dicke und elastische Folie dient als elektrische Trennschicht und Rückstellfeder. An der Position der Tasten weist sie Löcher auf, deren Abmessungen groß genug sind, um bei Tastendruck einen Stromfluss zwischen oberer und unterer Folie zu erwirken. Da die als Schließer arbeitenden Tasten unergonomisch sind und über keinerlei Druckpunkt verfügen, ist ein effizientes und längeres Arbeiten mit der Tastatur nahezu unmöglich. Sie enthält insgesamt 56 Einzeltasten, eine Leer- und vier Funktionstasten.
Sämtliche weitere Eingabegeräte werden an eine oder mehrere der vier an der Vorderseite des Computergehäuses vorhandenen Kontrollerbuchsen angeschlossen. Dazu zählen Joysticks verschiedener Hersteller, Drehregler, spezielle Kleintastaturen, der Trackball-Controller von TG Products und Grafiktabletts von Kurta Corporation und Koala Technologies Corp.

## Erweiterungen
Der Anschluss von externen, nicht auf der SIO-Schnittstelle basierenden Erweiterungen war von vornherein vom Hersteller nicht vorgesehen. Der Atari 400 lässt sich dennoch durch interne Modifikationen, beispielsweise durch Austausch der ab Werk verbauten 8-KB- und 16-KB-RAM-Karten, erweitern. Zum Installieren der Zusatzhardware muss der Computer geöffnet und im Inneren müssen häufig Lötverbindungen hergestellt werden, was mit etwas technischem Geschick jedoch leicht zu bewerkstelligen ist, zur damaligen Zeit aber auch den Garantieverlust für den Computer zur Folge hatte. Die nachfolgenden Ausführungen beschränken sich ausschließlich auf kommerzielle Produkte der beiden wichtigsten Erweiterungsgebiete der Tastatur und des Arbeitsspeichers.

### Tastatur

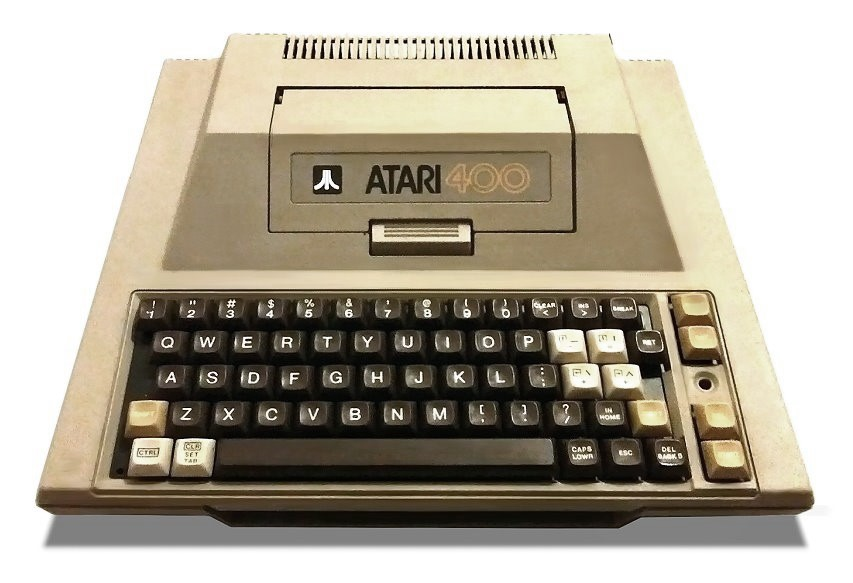
Atari 400 mit Austauschtastatur B Key 400

Für den Gebrauch durch die ursprünglich gedachte Gruppe der Kinder und Jugendlichen erfüllt die strapazierfähige und spritzwassergeschützte Flachtastatur durchaus ihren Zweck – für über Spiele hinausgehende Anwendungen war sie dagegen vollkommen ungeeignet. Dass ergonomische Eigenschaften und ein Druckpunkt fehlten, erschwerte die effiziente Eingabe von Daten. Aus diesem Grunde entwickelte sich ab 1982 ein rege wachsender Markt für Austauschtastaturen mit mechanischen Tasten. Modelle wie B Key 400 von Inhome Software und KB 400 von Atto-Soft konnten anstelle der Folientastatur im Rechner fest montiert oder aber wie der Joytyper 400 von Microtronics und der Sidewriter von Screen Sonics zum Aufsetzen beziehungsweise äußeren Beistellen angeschlossen werden; ihr Komfort entsprach in vielen Fällen dem der Schreibmaschinentastatur des Atari 800.

### Speicher
Mit dem anfänglich verbauten 8-KB-Arbeitsspeicher war kaum mehr als Spielen möglich, denn bei der Benutzung von BASIC reichte der Speicherplatz nicht einmal für die Einbindung der höchstaufgelösten Grafikstufe. Selbst die größte von Atari angebotene Ausbaustufe von 16 KB führte den Anwender schnell an seine Grenzen. Insbesondere dann, wenn zum Laden und Abspeichern der erstellten BASIC-Programme ein Diskettenlaufwerk benutzt werden sollte. Ursächlich hierfür ist das speicherintensive Diskettenoperationssystem (DOS), das neben dem BASIC-Programm des Anwenders einen großen Teil des Arbeitsspeichers für sich beansprucht. Beim Atari 800 kann mithilfe der leicht zugänglichen Erweiterungsschächte und den von Atari erhältlichen, mit maximal 16 KB RAM bestückten Karten problemlos auf komfortable 48 KB Arbeitsspeicher aufgerüstet werden. Beim Atari 400 hingegen steht lediglich ein einzelner und tief im Gehäuseinneren verborgener Steckplatz für eine RAM-Karte zur Verfügung, weswegen seine Aufrüstung zwangsläufig Steckkarten mit mehr als 16 KB RAM erfordert. Aus diesem Grunde brachten Anfang 1981 Dritthersteller wie Mosaic und Axlon erste 32-KB-RAM-Karten auf den Markt. Später kamen Modelle hinzu, die mithilfe technischer Raffinessen wie Speicherbankumschaltung bis zu 64 KB RAM bereitstellten. Mit solchen und weiteren Aufrüstungen für die Tastatur und mit zusätzlicher Monitorbuchse versehen, unterschieden sich die möglichen Anwendungsgebiete des Atari 400 – bis auf den fehlenden rechten Modulschacht – nicht mehr von denen des Atari 800. Diese Verwischung der Anwendungsgrenzen zugunsten des wesentlich günstigeren Atari 400 widerstrebte jedoch Ataris Vermarktungskonzept zweier komplementärer Geräte, weswegen offizielle Produktbeschreibungen als maximale Ausbaustufe des Atari 400 stets die Grenze von 16 KB angaben und vor einem Einbau von mehr als 16 KB RAM unter anderem mit dem Erlöschen der Garantie für den Computer warnten. Höhere Aufrüstungen von Atari selbst wurden mit dem Atari 400 Home Computer 48K RAM Expansion Kit erst nach dem Produktionsende des Atari 400 ab Herbst 1983 angeboten.

## Software
Wie bei anderen Heimcomputern der 1980er-Jahre auch erfolgte der Vertrieb kommerzieller Software auf verschiedenen Datenträgern. Die insbesondere bei Spieleherstellern beliebten preiswerten Kompaktkassetten waren durch die starke mechanische Beanspruchung des Magnetbandes allerdings sehr anfällig für Fehler und ihr Einsatz war oft mit langen Ladezeiten verbunden. Zudem sind mit Datasetten bestimmte Betriebsarten wie die beispielsweise zum Betrieb von Datenbanken vorteilhafte relative Adressierung nicht möglich. Bei den in der Herstellung vielfach teureren Steckmodulen dagegen standen die darin enthaltenen Programme sofort nach dem Einschalten des Computers zur Verfügung, was insbesondere bei Systemsoftware und oft genutzten Anwendungen von großem Vorteil war. Den besten Kompromiss zwischen Ladezeit, möglichen Betriebsarten, Verlässlichkeit und Speicherkapazität erzielten die Disketten, deren Verwendung bei Veröffentlichung des Atari 400 durch das 810-Diskettenlaufwerk unterstützt wurde.
Die Programmpalette für den Atari-400-Computer umfasste neben der von Atari und APX vertriebenen Auswahl kommerzieller Programme auch von Drittherstellern entwickelte und in Zeitschriften und Büchern publizierte Software (Listings) zum Abtippen. Die kommerziellen Programme wurden auf Steckmodul, Diskette und Kassette angeboten.
Von der in Umlauf befindlichen Software machten illegale Kopien („Raubkopien“) stets einen großen Teil aus und stellten damit kleinere Softwareentwickler häufig vor existentielle wirtschaftliche Schwierigkeiten.

Daraufhin wurden zunehmend Kopierschutzsysteme insbesondere bei Spielen als der meistverkauften Software eingesetzt.

### Systemprogramme

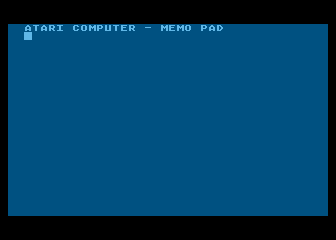
Nach dem Einschalten erzeugt das Betriebssystem einen editierbaren Bildschirm, wenn keine Steckmodule vorhanden oder Peripheriegeräte angeschlossen sind.

Die Konfiguration und Initialisierung der Atari-400-Hardware nach dem Einschalten bzw. nach einem Reset fällt in den Aufgabenbereich des im Festwertspeicher untergebrachten Betriebssystems (englisch operating system, kurz OS). Nachdem zahlreiche Fehler in der ersten OS-Version bekannt geworden waren, veröffentlichte Atari mit OS-B im Jahr 1982 eine fehlerbereinigte Version. Die Unterprogramme des 10 KB umfassenden Betriebssystems steuern verschiedene Systemprozesse, die auch vom Benutzer angestoßen werden können. Dazu gehören die Durchführung von Ein- und Ausgabeoperationen wie etwa die Tastatur- und Joystickabfrage, Fließkommaberechnungen, die Abarbeitung von Systemprogrammen nach Unterbrechungen (Interrupts) und die Bereitstellung eines Bildschirmtreibers zum Erzeugen der verschiedenen Grafikmodi. Die Startadressen der einzelnen Unterprogramme sind in einer Sprungtabelle zusammengefasst, um die Kompatibilität mit späteren Betriebssystem-Revisionen oder neuen Versionen zu wahren. Zur Abgrenzung vom Betriebssystem der später erschienenen XL- und XE-Modelle wird das OS des Atari 400 häufig auch als Oldrunner bezeichnet.

### Programmiersprachen und Anwendungsprogramme
Aufbauend auf der Systemsoftware kam dem benutzerspezifischen Einsatz des Atari 400 in unterschiedlichsten Anwendungsgebieten große Bedeutung zu. War dabei die Bearbeitung einer Aufgabenstellung mit z. B. käuflich zu erwerbenden Programmen aus technischen oder wirtschaftlichen Gründen nicht möglich oder sollte beispielsweise neuartige Unterhaltungssoftware produziert werden, so musste dies mithilfe von entsprechenden Programmiersprachen in Eigenregie geschehen.

#### Assemblersprache
Die Erstellung zeitkritischer Actionspiele und Anwendungen in der Regelungstechnik erforderte Anfang der 1980er-Jahre eine optimale Nutzung der Hardware insbesondere des Arbeitsspeichers. Im Heimcomputerbereich war dies ausschließlich durch die Verwendung von Assemblersprache mit entsprechenden Übersetzerprogrammen, den Assemblern, möglich. Die Auslieferung von Assemblern erfolgte in vielen Fällen mit einem zugehörigen Editor zur Eingabe der Programmanweisungen („Sourcecode“), häufig auch als Programmpaket mit Debugger und Disassembler zur Fehleranalyse. Im professionellen Entwicklerumfeld kamen vielfach Cross-Assembler zum Einsatz. Damit war es möglich, ausführbare Programme für Heimcomputer auf leistungsfähigeren und komfortabler zu bedienenden Fremdcomputerplattformen zu erzeugen.
Kurz nach Veröffentlichung der Atari-Computer war lediglich der auf Steckmodul ausgelieferte langsame Assembler Editor von Atari erhältlich. Er bot wenig Komfort und konnte daher nur für kleinere Projekte sinnvoll eingesetzt werden. Im Gegensatz zu anderen Assemblern erlaubte er jedoch das Abspeichern der erstellten Quelldateien und ausführbaren Programme auf Kassette, was insbesondere für viele Atari-400-Benutzer ohne Diskettenstation von Vorteil war und sie so über die Nachteile leicht hinwegsehen ließ. Die für professionelle Programmentwicklung benötigten Assembler standen erst später mit Synassembler (Synapse Software), Atari Macro Assembler (Atari), Macro Assembler Editor (Eastern Software House), Edit 6502 (LJK Enterprises) und dem leistungsfähigen MAC 65 (Optimized Systems Software) zur Verfügung.
Programmiereinsteiger zogen in vielen Fällen die übersichtlichen und einfach zu bedienenden, dafür aber weniger leistungsfähigen Programmier-Hochsprachen vor.

#### Interpreter-Hochsprachen

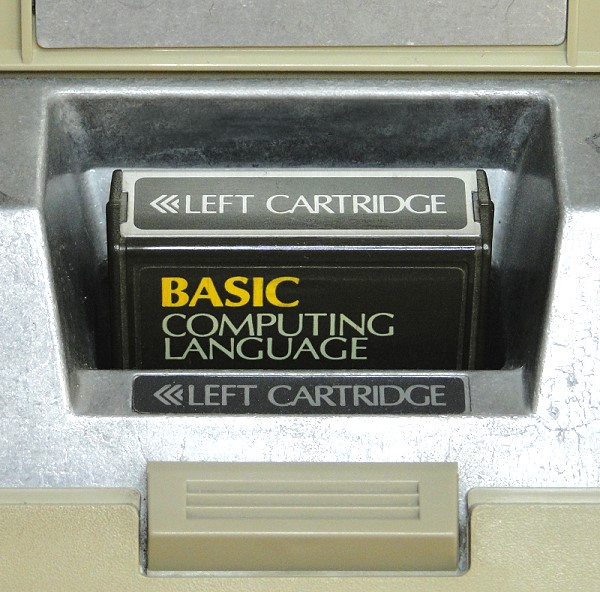
Atari 400 mit Steckmodul Atari BASIC

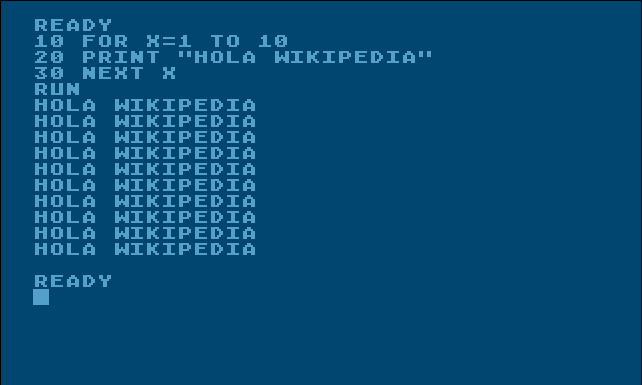
Eingabebildschirm Atari BASIC mit Beispielprogramm für eine For-Next-Schleife.

Dem von Atari veröffentlichten BASIC standen zwei weitere zur Seite: Das den damaligen Quasi-Standard bildende Microsoft BASIC (als Adaption von Atari) und ein zu Atari BASIC abwärtskompatibles Produkt mit dem Namen BASIC A+ von Optimized System Software. Beide Interpreter setzen mindestens 32 KB RAM und ein Diskettenlaufwerk zum Betrieb voraus. Insbesondere BASIC A+ enthält erweiterte Editiermöglichkeiten, Vereinfachungen in der Befehlsstruktur und es ergänzt viele im Atari- und Microsoft-BASIC nicht implementierte Leistungsmerkmale. Dazu zählt beispielsweise eine bequeme Benutzung der Atari-Sprites („Player“ und „Missiles“) durch eigens dafür bereitgestellte Befehlswörter.
Nachteilig auf die Einsetzbarkeit von BASIC-Programmen wirkten sich die in der Natur des Interpreters liegenden prinzipiellen Beschränkungen wie etwa die geringe Ausführungsgeschwindigkeit und der große Arbeitsspeicherbedarf aus. Diese Nachteile können durch spezielle Programme, BASIC-Compiler, abgemildert werden. Dabei werden ausführbare Maschinenprogramme erzeugt, die ohne BASIC-Interpreter lauffähig sind und damit häufig eine schnellere Ausführung erlauben. Für das Atari BASIC stehen mit ABC BASIC Compiler (Monarch Systems), Datasoft BASIC Compiler (Datasoft) und BASM (Computer Alliance) verschiedene Compiler zur Verfügung.
Neben der Programmiersprache BASIC in ihren verschiedenen Dialekten war mit Verkaufsstart des Atari 400 die Interpretersprache Logo erhältlich. Unterstützt durch Elemente wie die turtle graphics (Schildkrötengrafik) ist damit eine kindgerechte und interaktive Einführung in die Grundlagen der Programmierung möglich. Ähnlich gelagert in ihren Eigenschaften ist die später in den Handel gebrachte Programmiersprache Atari PILOT. Mit QS-Forth (Quality Software), Extended fig-Forth (APX) und Data-Soft Lisp (Datasoft) reihen sich weitere Programmiersprachen in die Produktpalette für den Atari 400 ein.

#### Compiler-Hochsprachen
Interpreter-Hochsprachen sind langsam in der Ausführung, dafür ist ihr Quelltext gut lesbar und somit die Fehleranalyse einfach. Die Assemblersprache dagegen ist schwer zu erlernen und zu beherrschen, war aber Anfang der 1980er-Jahre zur Erzeugung schneller und speichereffizienter Programme unumgänglich. Als Mittelweg etablierten sich daraufhin im Laufe der 1980er im Heimcomputerbereich die Compiler-Hochsprachen. Die Ausführungsgeschwindigkeit der damit erzeugten Maschinenprogramme war im Vergleich zu interpretierten Programmen wie beim Atari BASIC sehr viel höher, reichte aber nicht ganz an die von Assemblern erzielte heran. Diese Geschwindigkeitsnachteile wurden jedoch vielfach zugunsten eines leichter zu wartenden Quelltextes in Kauf genommen.
Im Laufe der Produktlebenszeit bis Ende 1983 war für die Atari-400-Anwender mit aufgerüsteten Geräten als Compilersprache lediglich APX Pascal erhältlich.

#### Anwendungssoftware
Die Programmpalette für die Atari Computer umfasst neben den Programmiersprachen zum Erstellen eigener Applikationen eine im Vergleich zum zeitgenössischen Konkurrenten Apple II lediglich kleine Auswahl an vorgefertigter kommerzieller Anwendungssoftware. Zu den bekanntesten Anwendungsprogrammen zählen Visicalc (Visicorp, Tabellenkalkulation), The Home Accountant (Continental Software, Buchführung), Atari Writer (Atari, Textverarbeitung), Bank Street Writer (Broderbund, Textverarbeitung) und Letter Perfect (LJK Enterprises, Textverarbeitung).
Einen weiteren Teil der Anwendungen bilden von Benutzern in Eigenregie erstellte Anwendungsprogramme für die unterschiedlichsten Einsatzorte wie etwa in Arztpraxen, Fotostudios, Bekleidungsgeschäften und Museen.

#### Lernprogramme
Entsprechend der Ausrichtung des Atari 400 als Spiel- und Lerncomputer existiert eine Vielzahl an Programmen, die dem computergestützten Vermitteln von Lehrinhalten und seiner anschließenden interaktiven Abfrage dienen. Das zu vermittelnde Wissen wird in spielerischer Form mit ständig steigendem Schwierigkeitsgrad präsentiert, um den Lernenden anhaltend zu motivieren. Dabei wird großer Wert auf eine altersgerechte Darbietung gelegt, die von Kleinkindern bis hin zu Studenten reicht. Bei den Jüngsten kommen häufig animierte Geschichten mit comicartigen Charakteren als begleitende Tutoren zum Einsatz, bei Jugendlichen werden abzufragende Lehrinhalte in Abenteuerspiele oder actionsreiche Weltraumabenteuer gekleidet, bei den höherstufigen Lehrinhalten für Studenten und Erwachsene überwiegt hingegen meist lexikalisch präsentiertes Wissen mit anschließender Abfrage nebst Erfolgsbilanzierung. Die von der Software abgedeckten Lerngebiete erstrecken sich auf Lesen und Schreiben, Fremdsprachen, Mathematik, Technik, Musik, Geographie, Demografie, Tippschulen und Informatik. Zu den bekanntesten Herstellern zählen Atari, APX, Dorsett Educational Systems, Edufun, PDI und Spinnaker Software.

### Spiele

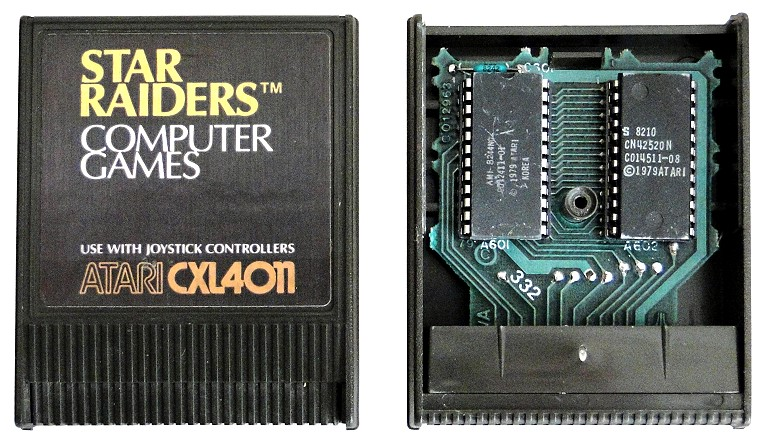
Atari-Spiel Star Raiders als Steckmodul. Das rechte Bild zeigt die im Inneren verbaute Platine mit zwei ROM-Bausteinen, die das Programm enthalten.

Den mit Abstand größten Teil der sowohl kommerziellen als auch frei erhältlichen Atari-Software stellen die Spiele dar. Zu den frühen Shoot-’em-up-Spielen wie etwa Star Raiders oder der Brettspieleumsetzung 3-D Tic-Tac-Toe kamen bereits ein Jahr später weitere Actionspiele, Adventures und Arcade-Umsetzungen hinzu. Sowohl professionelle Hersteller als auch Hobbyprogrammierer profitierten dabei von der Veröffentlichung technischer Dokumentationen seitens Atari, den Programmieranleitungen in den Computermagazinen und -büchern sowie von den mittlerweile aufgekommenen leistungsfähigen Entwicklungswerkzeugen. Unter den publizierten Titeln befanden sich jedoch auch viele schlechte Portierungen von beispielsweise Apple-II-Spielen ohne den unverwechselbaren „Atari-Look“, nämlich eine Mischung verschiedener „farbenprächtiger“ und weichverschobener Grafiken, ergänzt um die typische POKEY-Musik nebst Geräuscheffekten.
Unter den für die Atari-Computer veröffentlichten Spielen befinden sich viele, die bereits in den frühen 1980er-Jahren als Videospieleklassiker galten: Star Raiders (1979), Asteroids (1981) und Pac-Man (1982). Insbesondere das 3D-Spiel Star Raiders galt vielen Spieledesignern der damaligen Zeit als prägendes Erlebnis und Grund, sich für einen Atari-Computer und nicht etwa einen Apple II oder Commodore PET zu entscheiden. In der Folge entstandene Werke wie Miner 2049er (Bill Hogue, Big Five Software, 1982), Eastern Front (1941) (Chris Crawford, APX, 1982), Capture the Flag (Paul Edelstein, Sirius Software, 1983), Archon (John Freemann, Electronic Arts, 1983) und M.U.L.E. (Daniel Bunten, Electronic Arts, 1983) zählen zu den herausragenden Titeln ihrer Zeit und ermöglichten Softwarehäusern wie beispielsweise MicroProse und Electronic Arts den raschen Aufstieg zu Branchenriesen.
Zu den beliebtesten Spielen für die Atari-Computer gehören neben den Infocom-Abenteuern großteils Shoot-’em-up-Spiele wie Crossfire (Sierra On-Line, 1981) und Blue Max (Synapse Software, 1983), Rennspiele wie Pole Position (Atari, 1983), Kriegssimulationen wie Combat Leader (SSI, 1983), aber auch Grafik-Adventures wie Excalibur (APX, 1983) und Murder on the Zinderneuf (Electronic Arts, 1983).

## Zeitschriften
In den 1980er-Jahren spielten neben den Fachbüchern die Computerzeitschriften für viele Heimcomputerbesitzer eine große Rolle. Die häufig monatlich erschienenen Ausgaben enthielten Testberichte zu Neuheiten, Programmieranleitungen und Software zum Abtippen. Sie dienten weiterhin als Werbe- und Informationsplattform sowie zur Kontaktaufnahme mit Gleichgesinnten.
Speziell mit den Atari-Heimcomputern befassten sich die englischsprachigen Magazine Antic, Analog Computing, Atari Connection und Atari Age; gelegentliche Berichte und Programme für die Atari-Rechner veröffentlichten unter anderem auch die auflagenstarken Byte Magazine, Compute! und Creative Computing. Während der Atari 400 in Deutschland verkauft wurde, waren Informationen und Programme unter anderen in den Zeitschriften Chip, P.M. Computermagazin, Computer Persönlich und Mein Home-Computer zu finden.

## Emulation
Nach dem Ende der Heimcomputerära Anfang der 1990er-Jahre und mit dem Aufkommen leistungsfähiger und erschwinglicher Rechentechnik Ende der 1990er-Jahre wurden von engagierten Enthusiasten verstärkt Programme zum Emulieren von Heimcomputern und deren Peripheriegeräten entwickelt. Zum Spielen alter Klassiker verschiedener Heimcomputersysteme reichte mithilfe der Emulatoren ein einzelnes modernes System mit Datenabbildern („Images“) der entsprechenden Heimcomputerprogramme. Das Aufkommen der Emulatoren setzte damit u. a. ein verstärktes Transferieren von sonst möglicherweise verloren gegangener Software auf moderne Speichermedien in Gang, womit ein wichtiger Beitrag zur Bewahrung digitaler Kultur geleistet wird.
Als leistungsfähigste Emulatoren für Windows und Linux-Systeme gelten Atari++, Atari800Win Plus, Mess32 und Altirra.

## Rezeption

### Zeitgenössisch

#### Nordamerika
Das Erscheinen des Atari 400 und 800 wurde durchweg positiv aufgenommen. Die auflagenstarke Zeitschrift Compute! schrieb von einer neuen Generation von Computern:

“With the introduction of the Atari line of computers we are seeing a third generation of microcomputer – not just from the hardware end but also from a marketing approach.”

„Mit den Atari-Computern wird eine dritte Generation von Mikrocomputern eingeführt – und das nicht nur vom technischen Standpunkt aus gesehen, sondern auch, was das Vermarktungskonzept angeht.“

Von denselben Rezensenten wird zudem ausgeführt, dass die Einordnung der neuen Geräte am ehesten mit der eines Hybriden zwischen Videospiel und Computer zu umschreiben sei. Sie enthielten das Beste beider Welten, was sie damit zu einem Personalcomputer und Heimgerät gleichermaßen mache. Diese Eigenschaften prädestinierten den Atari 400 geradezu für Lern- und Unterhaltungszwecke. Da die beste Hardware ohne entsprechende Software zu ihrem Gebrauch jedoch nutzlos sei, habe Atari aus den Fehlern der Konkurrenz gelernt und dem Benutzer mit der Programmiersprache Atari BASIC einen ausgesprochen leichten Zugang zu den farbenprächtigen Grafik- und Toneigenschaften seiner Geräte zur Seite gestellt. Diese Vermarktung von aufeinander abgestimmter Hard- und Software – auch beim direkt auf die Atari 8-Bit-Computer zugeschnittenen äußerst populären Spiel Star Raiders – stelle ein Novum dar.
Kritisch beurteilt wurde der Mangel an Erweiterbarkeit des Atari 400, insbesondere die ursprünglich ausgelieferten 8 KB RAM würden zur Programmierung des hochgelobten Atari BASIC bei weitem nicht ausreichen. Durch das modulare Konzept wären mehr Anschlusskabel als etwa beim kompakten Commodore PET vonnöten, was unter Umständen von Nachteil sein könne ebenso wie das nicht-validierende Abspeichern von Programmen auf Kassette. Ab Sommer 1980 wurden vor allem Lieferschwierigkeiten und das Ausbleiben von anwendungsorientierter Software bemängelt und den Rechnern von Adam Osborne keine große Zukunft vorausgesagt.
Als sich die Atari-Computer entgegen den Voraussagen Osbornes dennoch etablieren konnten und sogar zum Marktführer aufgestiegen waren, wurden von der Fachpresse weiterhin Empfehlungen hauptsächlich für preisbewusste Haushalte ausgesprochen:

“Atari has much better graphics, and just about everyone says that if you’re only interested in games, that’s the machine to get.”

„Atari verfügt über die bessere Grafik und steht in dem Ruf, die Spielemaschine schlechthin zu sein.“

Übereinstimmend mit der Fachpresse sahen auch Spieleautoren wie David Fox (Programmierer bei Lucasfilm-Games) und Scott Adams (Gründer von Adventure International) in den Ataris die grafisch und tontechnisch leistungsfähigsten Geräte des gesamten Heimcomputermarktes:

“User-definable character sets, player-missile graphics, fine scrolling, vertical-blank interrupts, and display-list interrupts can be combined with color mapping to give the Atari a performance edge that will probably never be equaled (except by Atari).”

„Benutzerdefinierte Zeichensätze, Player-Missile-Grafik, Feinverschiebung, Rasterinterrupt und Display-List-Interrupts können mit den Farbeinstellungen kombiniert werden und verschaffen dem Atari damit eine Leistungsfähigkeit, die wohl niemals erreicht werden kann (außer von Atari selbst).“

“The Atari is my personal favorite. In my opinion it is the finest micro available. … I like the capabilities of the machine. It is well-engineered. The graphics and sound capabilities are excellent. The machine is fairly well thought out. It’s well built. The Atari is the one I use at home.”

„Der Atari ist mein persönlicher Favorit. Meiner Meinung nach ist er der beste zur Zeit erhältliche Mikro[computer]. … Ich mag die Fähigkeiten dieser Maschine: ausgereifte Technik mit exzellenten Grafik- und Tonfähigkeiten, die sehr gut durchdacht und aufgebaut ist. Es ist der Atari, den ich auch zuhause benutze.“

Im Laufe der Zeit geriet Ataris Vermarktungskonzept aber auch in die Kritik, da die Fähigkeiten als Anwendungscomputer nicht klar genug herausgestellt und unterstützt würden. Obwohl die Atari-Computer seit ihrer Einführung einen guten Ruf auch als leistungsfähige Personal Computer genossen hätten, sei spätestens mit der Produktionseinstellung des leistungsfähigen Diskettenlaufwerks Atari 815 der Einsatzschwerpunkt der Geräte auf den Heimbereich mit besonderem Augenmerk auf den Unterhaltungs- und Bildungssektor verschoben worden. Dazu kämen Fehler bei der Wahl der Vertriebswege. Die Verlagerung des Verkaufs durch große Ladenketten hätte kleinere Fachgeschäfte mit entsprechender Kompetenz und Serviceleistungen bewogen, mangels Konkurrenzfähigkeit die Atari-Rechner aus dem Angebot zu nehmen. Damit wäre ein weiteres wichtiges Standbein zur Versorgung der Rechner mit leistungsfähiger Anwendungssoftware entfallen, sodass der Atari 400 letztlich nur noch als reine Spielekonsole wahrgenommen und gekauft wurde. Hinzu sei gekommen, dass Atari selbst nichts unternommen habe, diesen Umstand zu ändern und beispielsweise den Atari 400 mit mehr als 16 KB RAM ab Werk anzubieten.

#### Deutschsprachiger Raum
Kurz nach seinem Erscheinen in Deutschland wurde der Atari 400 vom damals auflagenstärksten Computermagazin Chip als einsteigerfreundliches Anfängergerät charakterisiert. Positiv hervorgehoben wurden zudem die stabile Geräteausführung, die grafischen Möglichkeiten, die Farbausgabe, eine ausführliche Dokumentation, die bereits vorhandene große Programmbibliothek nebst verschiedenen Programmiersprachen wie Atari PILOT und Atari Assembler und nicht zuletzt der günstige Preis. Kurz darauf wurde der Atari 400 durch dasselbe Computer-Magazin mit weitem Abstand vor dem Commodore VC 20 und Sinclair ZX81 zum „Computer des Jahres 1981“ gewählt:

„Dieses Gerät bietet die Ton- und Grafikvielfalt, die sich Einsteiger wünschen, wenn sie ihre ersten Erfahrungen beim Programmieren von Spielen erwerben. Wer professionelle Programme entwickeln will, hat in BASIC das richtige Handwerkszeug. Wem Programmieren zu umständlich ist, findet eine breite Auswahl an Programmen, entweder auf Kassette oder Einschubmoduln. Der Atari 400 ist also sowohl ein Gerät zum Lernen als auch zum Benutzen.“

Ende 1982 hob die Zeitschrift Spielbox bei ihrer Vorstellung der Atari-Heimcomputer vor allem deren technische „Spezialitäten“ hervor, darunter die Player-Missile-Grafik. Dem Hardware-Design der Atari-Computer merke man die Handschrift der durch die Entwicklung von Telespielen groß gewordenen Firma deutlich an, so Spielbox weiter. Neben der auch von anderen Rezensenten gelobten Einsteigerfreundlichkeit bildeten die mangelnde Erweiterbarkeit und die einfach gehaltene Tastatur die häufigsten Kritikpunkte:

„[Der Atari 400] ist ein ideales Einsteigegerät für den Anfänger. Der RAM-Bereich von 16 Kilobyte läßt sich allerdings nicht mehr erweitern, die Tastatur ist lediglich mit Sensoren ausgerüstet.“

### Retrospektiv
Bereits kurz nach der Ablösung durch die technisch kaum veränderten Nachfolgemodelle 600XL und 800XL wird dem Atari 400 eine „exzellente Konstruktion“ bescheinigt, die einen neuen Standard auf dem Heimcomputermarkt gesetzt habe. Die „phantastische Grafik“ spiegele sich vor allem in den guten Spielen wider, einer der Stärken des Atari 400. Einer der wenigen Kritikpunkte bildete nach Meinung von Michael S. Tomczyk und Dietmar Eirich der bei Einführung zu hohe Preis:

„Atari […] brachte auch schon sehr früh die Heimcomputer Atari 400 und Atari 800 auf den Markt, die zwar solide und exzellente Geräte waren, leider aber in der Anfangsphase der Heimcomputer zu teuer.“

Rückblickend verstand es Atari laut Bill Loguidice und Matt Barton erstmals, die Eigenschaften einer reinen Spielemaschine mit den Fähigkeiten damaliger Heimcomputer bei gleichzeitig leichter Bedienbarkeit zu kombinieren. Als einer der Hauptgründe für das Gelingen dieser anspruchsvollen Aufgabe gelten den beiden Autoren die in die Entwicklung einfließenden Erfahrungen der bereits am Bau der erfolgreichen Atari-VCS-Spielekonsole beteiligten Atari-Ingenieure. Als Ergebnis waren erstmals in einem Heimcomputer elektronische Spezialbausteine zur Entlastung des Hauptprozessors zur Anwendung gekommen. Deren grafische Raffinessen in Form von beispielsweise der „Player/Missile-Grafik“ seien wegweisend für spätere Geräte gewesen. Auch die Soundeigenschaften hätten durch Verwendung eines Spezialbausteins zur damals obersten Qualitätskategorie gehört und der Atari 400 habe den Apple II damit als besten Spiele-Computer abgelöst.
Als entscheidenden Grund für die innerhalb kürzester Zeit ansteigende Popularität der Atari-Computer sehen die Autoren der Internetplattform Gamasutra die Veröffentlichung des Spiels Star Raiders:

“Upon release, Star Raiders became the first ‘killer app’ of computer gaming. It was the first computer game that could be called a ‘machine seller’.”

„Sofort nach Verkaufsstart avancierte Star Raiders zur ersten Killerapplikation im Computerspielebereich. Als erstes Spiel überhaupt könnte man es auch als Zugpferd für Computerverkäufe bezeichnen.“

Für den permanenten Mangel an leistungsfähiger Anwendungssoftware macht Tomczyk Ataris ursprüngliche und umstrittene Praktiken bezüglich der Veröffentlichung technischer Dokumentationen verantwortlich:

“Unfortunately, Atari neutralized their own advantage. To everyone’s shock and dismay, they decided to keep secret vital technical information like memory maps and bus architectures which programmers needed to write software. They then tried to blackmail programmers by indicating that they could get technical information only if they signed up to write Atari-brand software. This alienated the fiercely independent hobbyist/programmer community, and as a result many serious programmers started writing software for other machines instead.”

„Leider beraubte sich Atari seines eigenen Vorteils. Zum allgemeinen Unverständnis und Entsetzen entschied sich Atari essentielle technische Informationen zur Speicheraufteilung und zum internen Zusammenwirken der elektronischen Bausteine zurückzuhalten. Stattdessen versuchten sie Programmierer damit zu erpressen, diese Informationen nur im Austausch gegen Zusicherung der Vermarktungsrechte zugänglich zu machen. Dieses Vorgehen wurde durch die auf Unabhängigkeit viel Wert legende Programmiererschaft nicht gut aufgenommen und viele Programmierer wendeten sich daraufhin anderen Computern zu.“

Eine spätere Änderung der restriktiven Informationenspolitik hätte den bereits entstandenen Rückstand nicht mehr aufholen helfen können. So seien mit fortschreitender Zeit hauptsächlich Spiele für die Atari-Heimcomputer erschienen, womit diese nun mehr und mehr als reine Spielemaschinen wahrgenommen wurden:

“Many customers thought the Atari 400 and 800 were more expensive versions of the Atari 2600 videogame machine. Some people even doubted whether the Atari 400 and 800 were real computers.”

„Viele Käufer dachten, dass es sich bei Atari 400 und 800 lediglich um teurere Versionen der Atari 2600 Spielekonsole handelte. Es wurde teilweise sogar bezweifelt, dass Atari 400 und 800 überhaupt richtige Computer seien.“

Durch die damit von Atari selbstgeschaffene Konkurrenz zur hauseigenen Spielekonsole Atari VCS 2600 und hauptsächlich infolge aufkommender Konkurrenz durch Texas Instruments und Commodore mit ihren umfangreichen Programmbibliotheken im Anwendungsbereich hätten die Verkaufserfolge nicht weitergeführt werden können. Entscheidende Marktanteile wären damit ab 1983 wieder dem Apple II und vor allem dem neu erschienenen Commodore 64 zugefallen.
Der Atari 400 ist ständiges Ausstellungsstück im Computerspielemuseum Berlin.